# Сукулент-Кару
Сукулент-Кару або Склерофітні чагарники Сукулентного Кару (ідентифікатор WWF: AT1322) — афротропічний екорегіон пустель і склерофітних чагарників, розташований в Південній Африці. Він вирізняється надзвичайно високим флористичним різноманіттям та рівнем ендемізму, вищим, ніж у будь-якій іншій пустелі світу. Тут зустрічається близько третини з усіх сукулентних рослин світу.

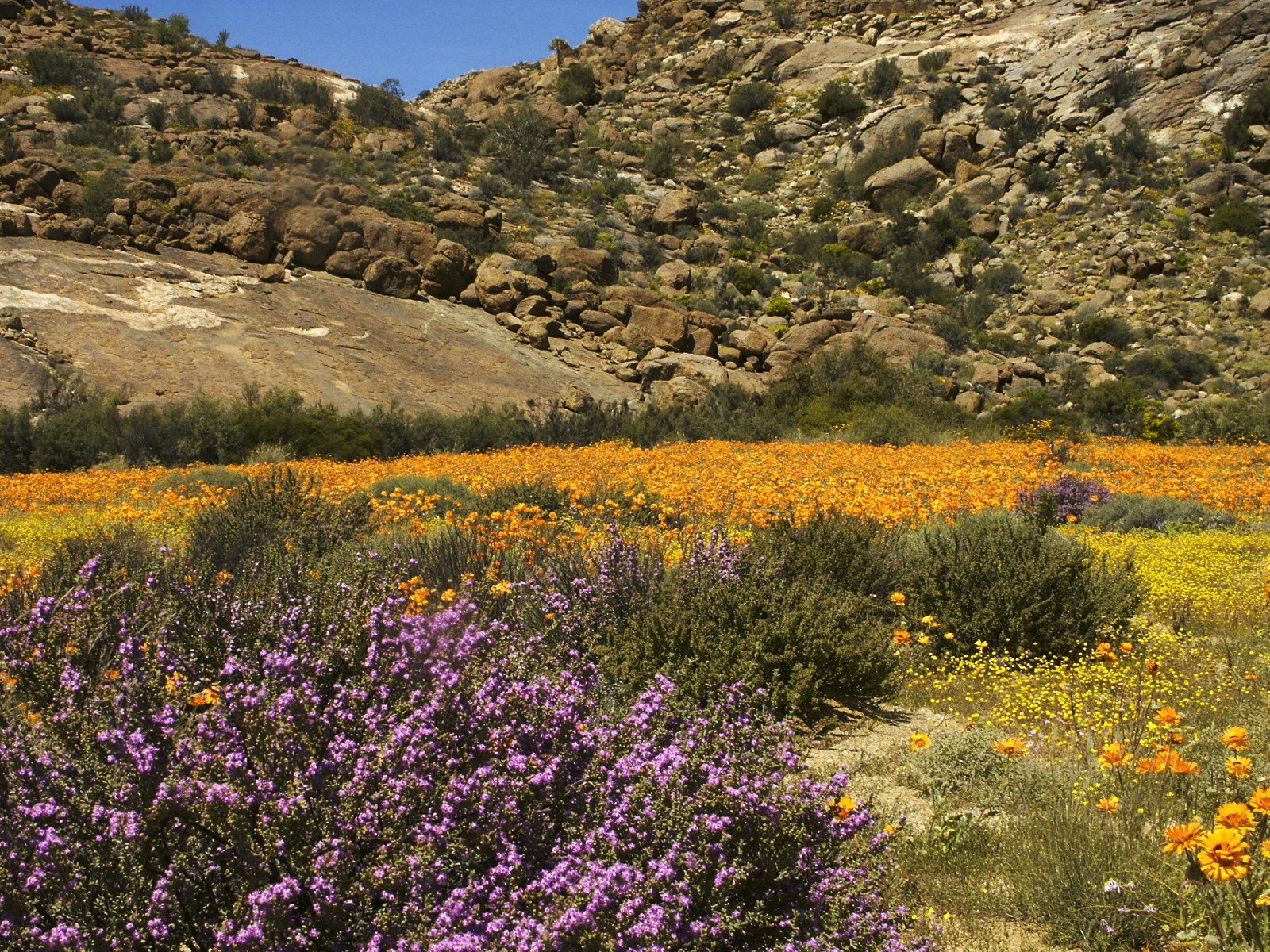
Квітуча пустеля Намакваленду (заповідник Гоегап, ПАР)

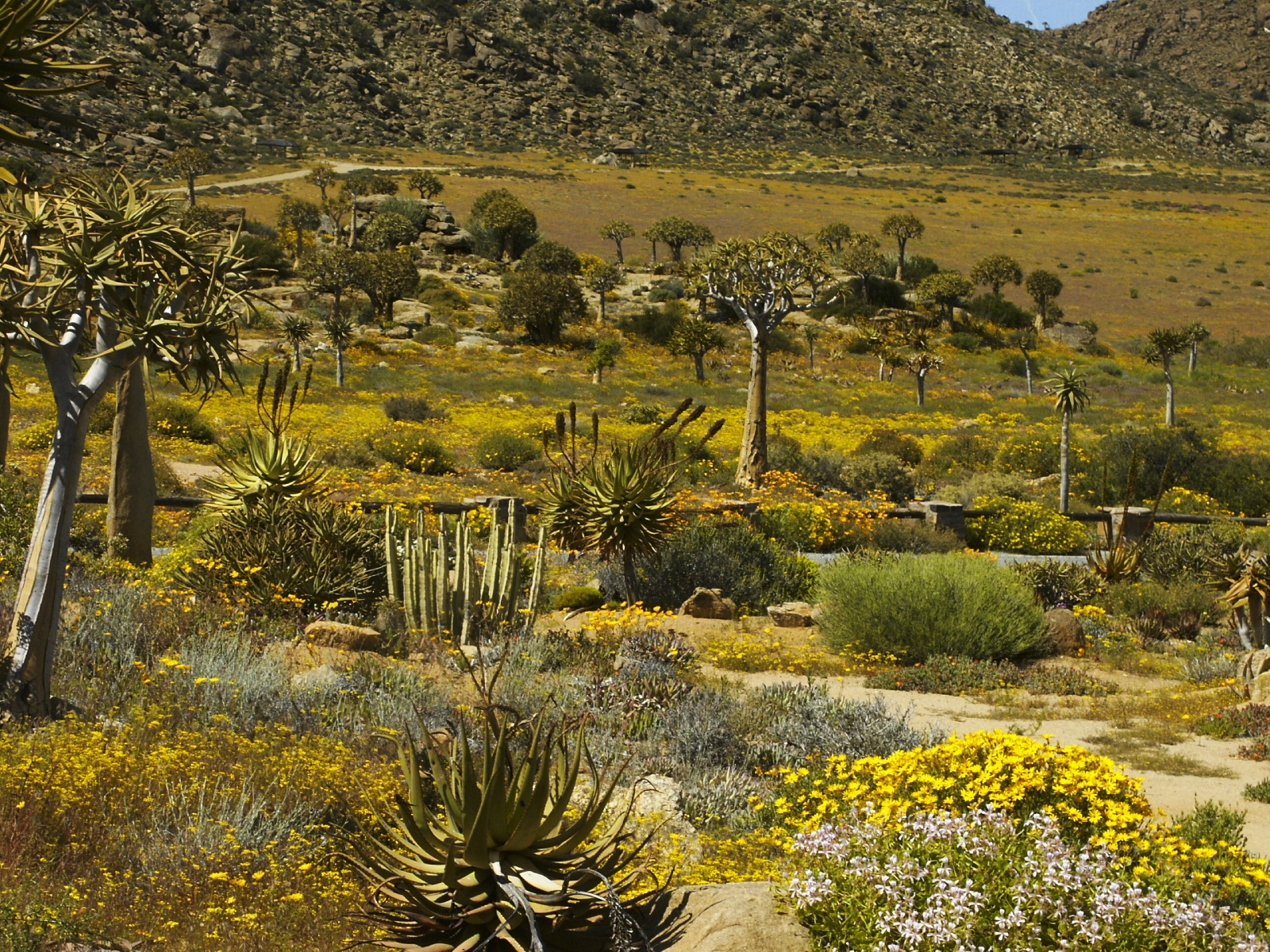
Сукулентні зарості Намакваленду (заповідник Гоегап, ПАР)

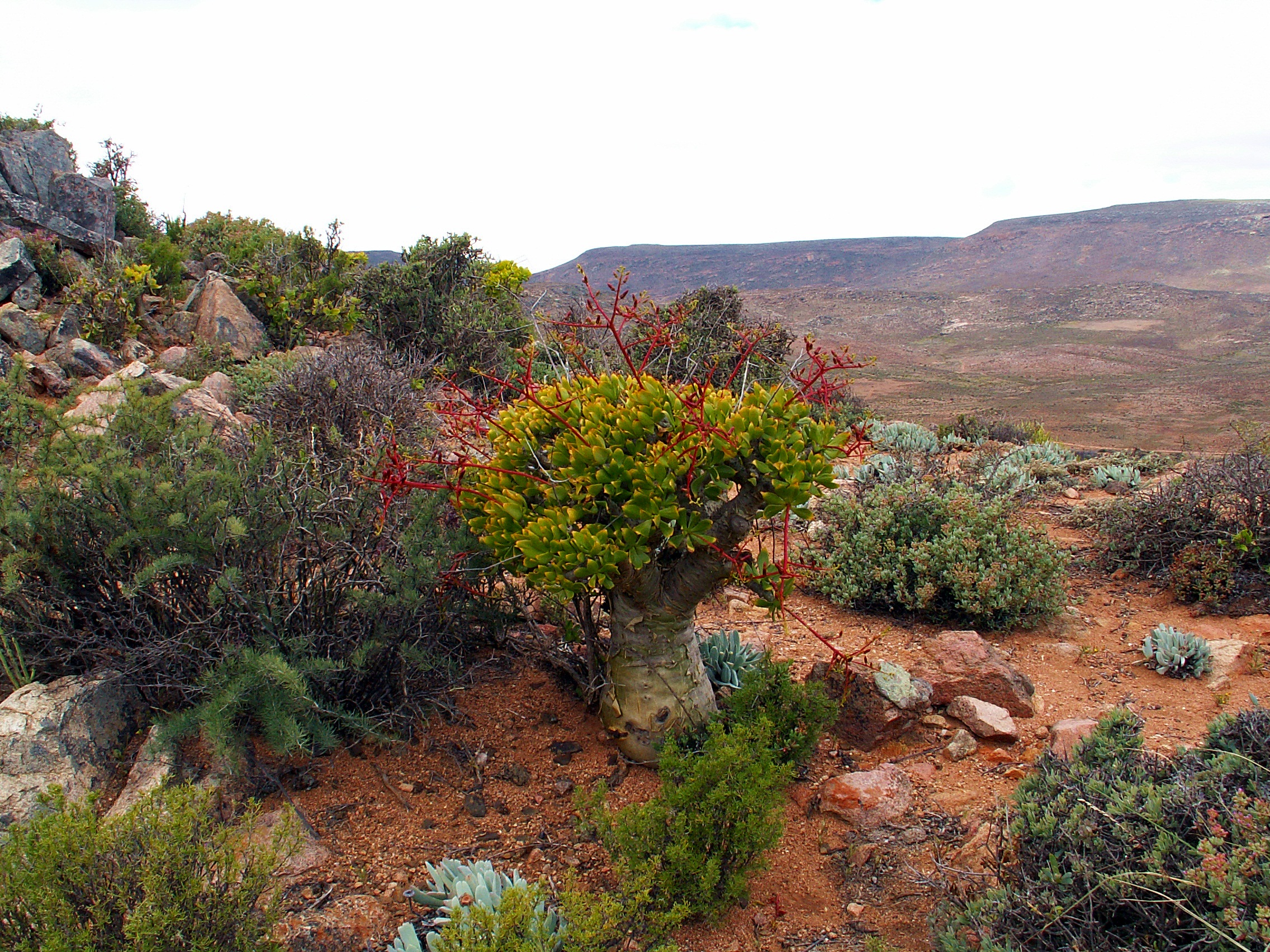
Сукулентні зарості Ріхтерсвельду

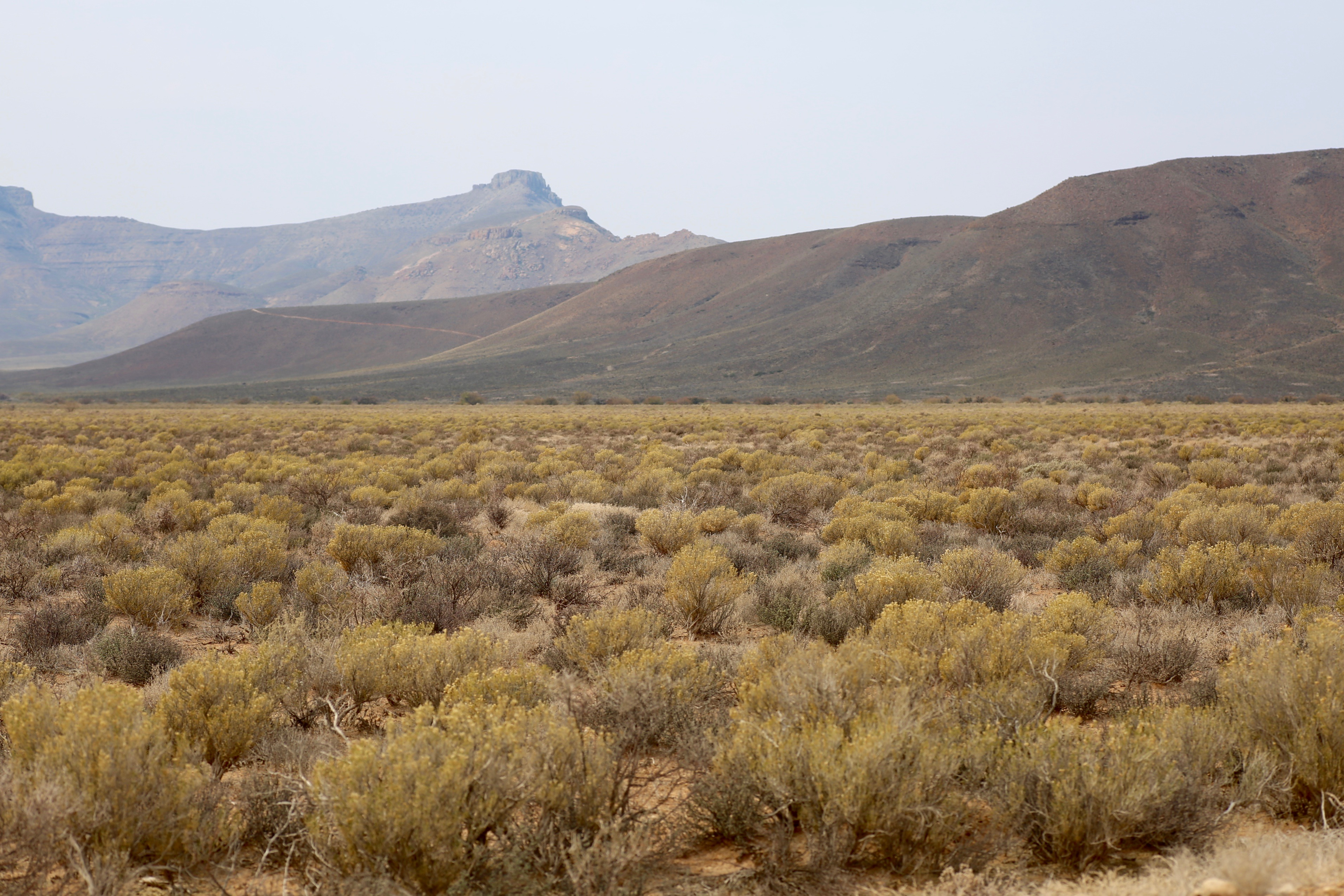
Ландшафт Національного парку Танкуа-Кару

## Географія
Екорегіон Сукулент-Кару простягається вздовж атлантичного узбережжя Південної Африки, від Людерица в намібійському регіоні Карас на південь через західну частину Північнокапської провінції ПАР, після чого повертає вглиб континенту на південний схід, охоплюючи частину Західнокапської провінції та досягаючи крайнього заходу Східнокапської провінції. Таким чином, екорегіон складається з двох великих субрегіонів: Північного, або Намаквалендського, та Південного, або власне Сукулентного Кару.
Намаквалендський субрегіон охоплює регіон Намакваленд, який включає прибережну рівнину та прилеглі схили Великого Уступу. Всередині Намакваленду виділяють кілька областей: прибережну рівнину Шперргебіт, пустельний гірський регіон Ріхтерсвельд, де зустрічаються найдавніші осадові породи у світі, що мають вік понад 2,6 мільярди років, піщану прибережну рівнину Сандвельд, що простягається на південь від Оранжевої річки, гранітну височину Хардвельд, гранітний гірський масив Камісберґе, який є частиною Великого Уступу і підіймається на висоту до 1706 м над рівнем моря, а також горбисті рівнини Кнерсвлакте, розташовані на півдні субрегіону. Прибережні рівнини Намакваленду характеризуються частими туманами, а опади в субрегіоні випадають переважно взимку.
Південне Кару розташоване переважно на території Західнокапської провінції, між горами Великого Уступу та Капськими горами. Цей субрегіон складається з трьох областей: Західного Гірського Кару, розташованого в горах Роггевельду, що складають південно-західний Кут Великого Уступу і підіймаються на висоту понад 1700 м над рівнем моря, Танкуа-Кару, великої посушливої улоговини, що лежить між Роггевельдом і порослими фінбошем горами Седерберг, які є частиною Капських гір, на висоті від 350 до 700 м над рівнем моря, а також Малого Кару, повністю оточеного Капськими горами: з півночі — горами Свартбергу, а з півдня — горами Лангебергу та Утеніква. На відміну від Намакваленду, тумани тут трапляються рідко, а опади випадають переважно навесні та восени.
Ландшафт Сукулектного Кару характеризується домінуванням невисоких сукулентних чагарників та низькою кількістю трав, високих кущів та дерев. Його легко відрізнити від навколишніх екорегіонів за кліматом, ґрунтами та флорою. На північ від Сукулент-Кару простягається пустеля Наміб, що характеризується надзвичайно низькою та мінливою кількістю опадів (менше 50 мм на рік) та дуже рідкісним рослинним покривом, в якому переважають ефемери. На схід від Сукулент-Кару лежать напівпустелі Нама-Кару, рослинний покрив яких представлений невисокими відкритими чагарниками та травами. Клімат Нама-Кару характеризується екстримальними температурами та дуже мінливим режимом опадів, більшість з яких випадають наприкінці літа. В Капських горах на південь від Сукулент-Кару поширений гірський фінбош та реностервельд. Ці вічнозелені чагарникові зарості характеризуються частими пожежами та піщаними малородючими ґрунтами. Опади в Капських горах випадають переважно взимку.
З геологічної точки зору основу Намакваленду складають граніти, гнейси та інші метаморфічні породи віком 1-2 мільярди років. Прибережна рівнина вкрита третинними та четвертинними пісками морського та еолового походження. Частиною прибережної рівнини є Кнерсвлакте, стародавня дельта палео-Оранжевої річки, вкрита кварцовим гравієм.
Основу Західного Гірського Кару складають пісковики та сланці Кару, а також інтрузивні долерити, що утворюють гірські вершини та хребти. Основу басейну Танкуа-Кару складають мезозойські осадові породи. Ґрунти тут переважно кам'янисті та неглибокі. Основу міжгірської улоговини Малого Кару, розташованої в межах Капського складчастого поясу, складають палеозойські осадові породи, передусім сланці Боккевельдської групи, а також деякі крейдові відклади.
Через Сукулент-Кару протікає лише три великі постійні річки. Усі вони беруть початок у вологих гірських районах Південної Африки, далеко від регіону. Найбільшою річкою регіону та всієї Південної Африки є Оранжева або Гарієп, яка бере початок в горах Лесотського нагір'я, тече на захід і впадає в Атлантичний океан в регіоні Намакваленду, розділяючи його на Великий Намакваленд, що лежить в Намібії на правому березі річки, та на Малий Намакваленд, розташований на лівому березі, в ПАР. Іншою великою річкою, що протікає територією регіону та впадає в Атлантичний океан, є Оліфантс, яка разом зі своєю найбільшою притокою Дорінг, бере початок у Капських горах. Третьою великою річкою, що протікає в межах регіону, є Гауріц. Ця річка утворюється при злитті Гамки та Оліфантса, і разом з притокою Гроот тече на південь та впадає в Індійський океан.
Постійні річки регіону утворюють важливі коридори, що характеризуються високою біологічною продуктивністю. В них ростуть каруські акації (Vachellia karroo) та інші дерева, що походять із віддалених саван. У минулому в долинах річок зустрічалися саванні слони (Loxodonta africana), чорні носороги (Diceros bicornis), звичайні бегемоти (Hippopotamus amphibius) та інші великі ссавці. 
В регіоні Сукулент-Кару, зокрема в регіоні Намакваленду, також зустрічаються численні сезонні річки, вода в яких тече лише під час сезону дощів. Долини сезонних річок утворюють коридори для сукулентних рослин, які поширюються вздовж них від скелястого узбережжя до пагорбів та гір у внутрішній частині континенту.

## Клімат
Унікальний клімат Сукулентного Кару відрізняє його від усіх інших пустель світу. Середня мінімальна температура взимку становить -4 °C, тоді як для пустелі Наміб цей показник становить 2 °C, а в Нама-Кару він коливається від 0 °C до -9°C. Загалом клімат регіону є відносно м'яким, порівняно з іншими пустельними регіонами, особливо клімат Намакваленду, де морози є надзвичайно рідкісними. Середньорічна кількість опадів тут коливається від 20 мм на посушливому північному заході до понад 400 мм на схилах Великого Уступу, і в середньому становить менше 150 мм, більшість з яких випадає взимку. Режим опадів надійний та передбачуваний, а тривалі посухи трапляються рідко. Зимові дощі пов'язані з холодними атмосферними фронтами. Опади доповнюються частими росами та сильними туманами, на формування яких впливає холодна Бенгельська течія. Вона також пом'якшує літню спеку у прибережних частинах екорегіону. З центральних районів Південної Африки та Великого уступу іноді дме гарячий сухий гірський вітер, відомий як бергвінд, який призводить до підвищення температури, іноді до 40 °C.
На відміну від Намакваленду, Південне Кару характеризується більш екстримальним кліматом. Влітку тут температура часто підіймається вище 40 °C. Середньорічна кількість опадів тут коливається від 150 до 300 мм. Режим опадів є передбачуваним, хоч і менш надійним, ніж у Намакваленді. Дощі, пов'язані з пост-фронтальними кліматичними явищами, випадають переважно навесні та восени. Роса тут також виступає важливим джерелом вологи.

## Флора
В межах екорегіону зустрічаються різноманітні пустельні, напівпустельні та чагарникові рослинні угруповання: лише в ПАР їх налічується 64 типи. Загалом рослинні угруповання регіону можна розділити на шість типів, розподіл яких залежить від клімату та ґрунтів.
Найпоширенішим типом рослинності регіону є невисокі або карликові чагарники вигівельду, висота яких становить 25-50 см. Основу вигівельду складають листяні сукуленти, зокрема товстолисти (Crassula spp.) та різні представники родини Аїзові (Aizoaceae). Вигівельд асоціюється з неглибокими ґрунтами і може бути додатково класифікований на підтипи залежно від типу субстрату. На кварцових полях Намакваленду ростуть різні види сріблястошкірника (Argyroderma spp.), конофітума (Conophytum spp.), моніларії (Monilaria spp.) та яйцецвіта (Oophytum spp.), а на кварцових полях Малого Кару — мишоголов Гортензії (Muiria hortenseae) та різні види горбуна (Gibbaeum spp.). Серед хойвельтьє (невисоких пагорбів, що утворилися на місці давніх покинутих термітників) ростуть різні види рушії (Ruschia spp.), росоцвіта (Drosanthemum spp.) та головолиста (Cephalophyllum spp.) з родини аїзових (Aizoaceae). Основу вигівельду, що росте на корінній породі, складають різні види товстолиста (Crassula spp.), анакампсероса (Anacampseros spp.) та тилекодона (Tylecodon spp.). На гравійних рівнинах Шперргебіта та Ріхтерсвельда ростуть драколисти (Dracophilus spp.), юттадінтерії (Juttadinteria spp.), псаммофори (Psammophora spp.) та літопси (Lithops spp.), також відомі як живі камені, а на рівнинах Танкуа-Кару — капські аугеї (Augea capensis) та різні види головолиста (Cephalophyllum spp.), товстолиста (Crassula spp.), плейоспілоса (Pleiospilos spp.) або живого граніта, лисостебельника (Psilocaulon spp.), герерої (Hereroa spp.), рінефіллума (Rhinephyllum spp.), рушії (Ruschia spp.) та полудниці (Mesembryanthemum spp.).
Іншим широко поширеним типом рослинності регіону є брокенвельд, який зустрічається на скелястих схилах Великого Уступу та є основним типом рослинності Малого Кару. Він складається з невисокого чагарникового ярусу, багатого на сукуленти з родин Аїзові (Aizoaceae) та Молочаєві (Euphorbiaceae), над якими підіймаються розрізнені високі кущі та невисокі дерева 2-3 м заввишки, які порушують однорідність ландшафту. У Намакваленді брокенвельд росте переважно на гранітних схилах, а у Малому Кару — серед сланцевих відслонень та на кам'янистих рівнинах. У брокенвельді Намакваленду домінантними деревами виступають смердючі пастуші кущі (Boscia foetida), лаврові фікуси (Ficus ilicina), різні види озорої (Ozoroa spp.) і сумаха (Rhus spp.) та характерні сагайдачні дерева (Aloidendron dichotomum), а у брокенвельді Малого Кару — дрібнолисті гуаррі (Euclea undulata) та капські паппеї (Pappea capensis). Серед чагарників брокенвельду зустрічаються як сукуленти, зокрема різні види товстолиста (Crassula spp.), рушії (Ruschia spp.) та тилекодона (Tylecodon spp.), так і не-сукуленти, зокрема різні види птеронії (Pteronia spp.), рігозума (Rhigozum spp.) та африканської ромашки (Osteospermum spp.).
На прибережних рівнинах Намакваленду, на глибоких пісках морського походження ростуть відкриті чагарникові зарості страндвельду, висота яких становить 0,5-2 м. Вони мають відносно бідний видовий склад та складаються з низьких сукулентних повзучих кущів, зокрема з різних видів головолиста (Cephalophyllum spp.), з карликових рослин, таких як ендемічні борошнисті вулеї (Wooleya farinosa), що переважають на скелястих ділянках, з сукулентних кущів, таких як штьоберії (Stoeberia spp.), рушії (Ruschia spp.) та паролисти (Zygophyllum spp.), а також з не-сукулентних кущів, таких як шерстоголовці (Eriocephalus spp.) та германнії (Hermannia spp.). Восени в странвельді яскраво цвітуть брунсвігії (Brunsvigia spp.) та кровоцвіти (Haemanthus spp.), цибулинні рослини з родини амарилісових (Amaryllidaceae), а навесні простір між пишними багаторічними кущами заповнюється квітучими ефемерами.
На рівнинах Шперргебіту домінують невисокі вічнозелені чагарники з сукулентним листям, гілками та стеблами. Ці рослини переважно належать до родин Аїзові (Aizoaceae), Товстолистові (Crassulaceae), Лілієві (Liliaceae) та Молочаєві (Euphorbiaceae). У прибережній смузі Шперргебіту зустрічаються численні невисокі пагорби, на яких росте жорсткий здерев'янілий чагарник ноллотський курайник (Caroxylon nollothense) та купини жорсткого гусятника (Cladoraphis cyperoides), колючої пустельної трави, які утримують нанесений вітром пісок. Серед цих пагорбів розкидані численні скелясті відслонення, на яких ростуть невисокі дерев'янисті сукуленти, скривлені від постійного вітру. Серед таких видів слід відзначити вильчасту отонну (Othonna furcata), полеглий повій (Lycium decumbens), людерицький росоцвіт (Drosanthemum luederitzii), товстолистий остеоспермум (Osteospermum crassifolium) та різні види пеларгонії (Pelargonium spp.) та кураю (Salsola spp.). У прибережній смузі також зустрічаються різноманітні лишайники, що ростуть на деревах, скелях і ґрунті. Так, помаранчеві Dufourea turbinata ростуть здебільшого на мертвому кураї.
Далі вглиб континенту простягаються піщані рівнини, слабо порослі рослинністю. Тут переважають купини нари, великого колючого безлистого куща, плоди якого важать до 1 кг. На схід від піщаних рівнин поширені гравійні рівнини, які підтримують досить густі чагарникові зарості, в яких переважають різні види молочая (Euphorbia spp.) та паролиста (Zygophyllum spp.). Поширеним видом, що зустрічається на гравійних рівнинах, є камеденосний молочай (Euphorbia gummifera), сукулентний кущ заввишки 1,5 метри. Ще далі на схід простягаються невисокі гори, у яких ростуть деякі з найдивніших та найрідкісніших дерев Сукулентного Кару, зокрема намаквалендські товстоноги (Pachypodium namaquanum), сагайдачні дерева (Aloidendron dichotomum) та велетенські сагайдачні дерева (Aloidendron pillansii).
На височинах Хардвельду, Малого Кару, Ріхтерсвельду та Західного Гірського Кару, де середньорічна кількість опадів коливається від 250 до понад 400 мм, поширені густі і високі чагарникові зарості реностервельду, в яких переважають представники родини айстрових (Asteraceae), зокрема різні види елітропаппуса (Elytropappus spp.), еуропса (Euryops spp.), дідельти (Didelta spp.), птеронії (Pteronia spp.), шерстоголовця (Eriocephalus spp.) та афанасії (Athanasia spp.). На неродючих, рознесених вітром пісках узбережжя Намакваленду та у найвищих і найвологіших частинах Камісберґе також зустрічаються чагарникові зарості фінбошу. Загалом реностервельд та фінбош Сукулентного Кару демонструють велику подібність до рослинних угруповань сусідніх екорегіонів гірського та низинного фінбошу і реностервельду.

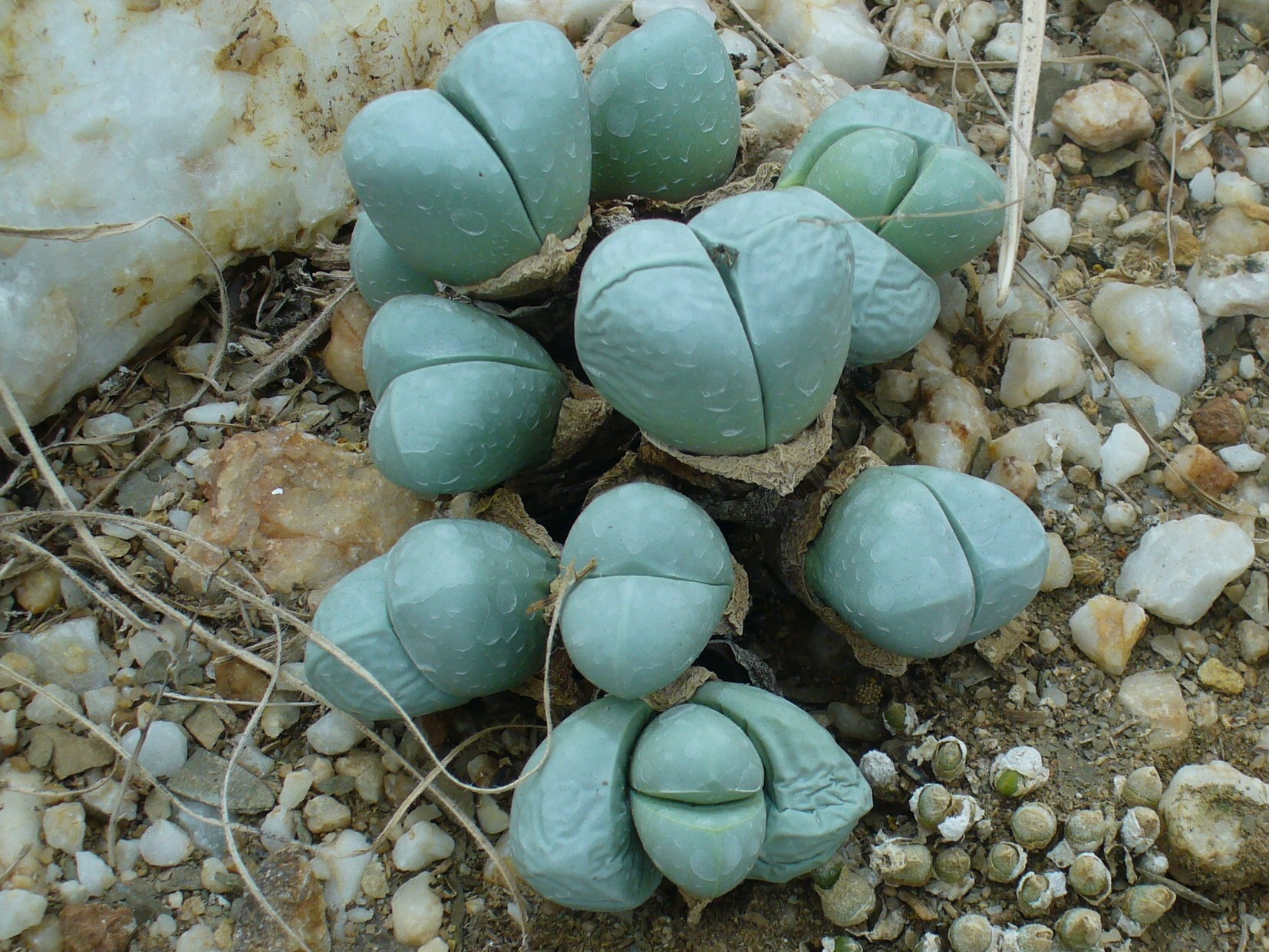
Маленький яйцецвіт[fr] (Oophytum nanum)
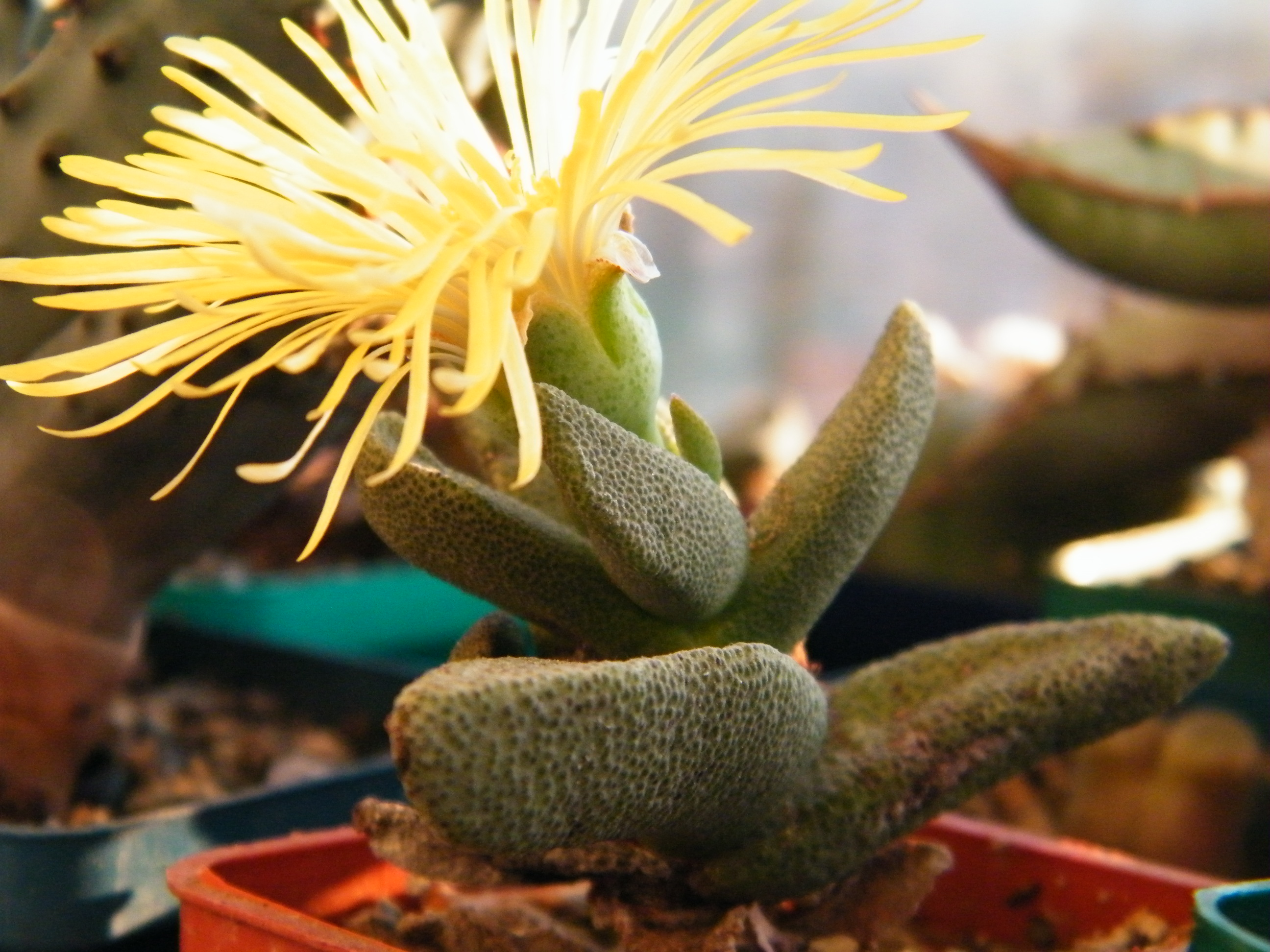
Плейоспілос Болуса[en] (Pleiospilos bolusii)
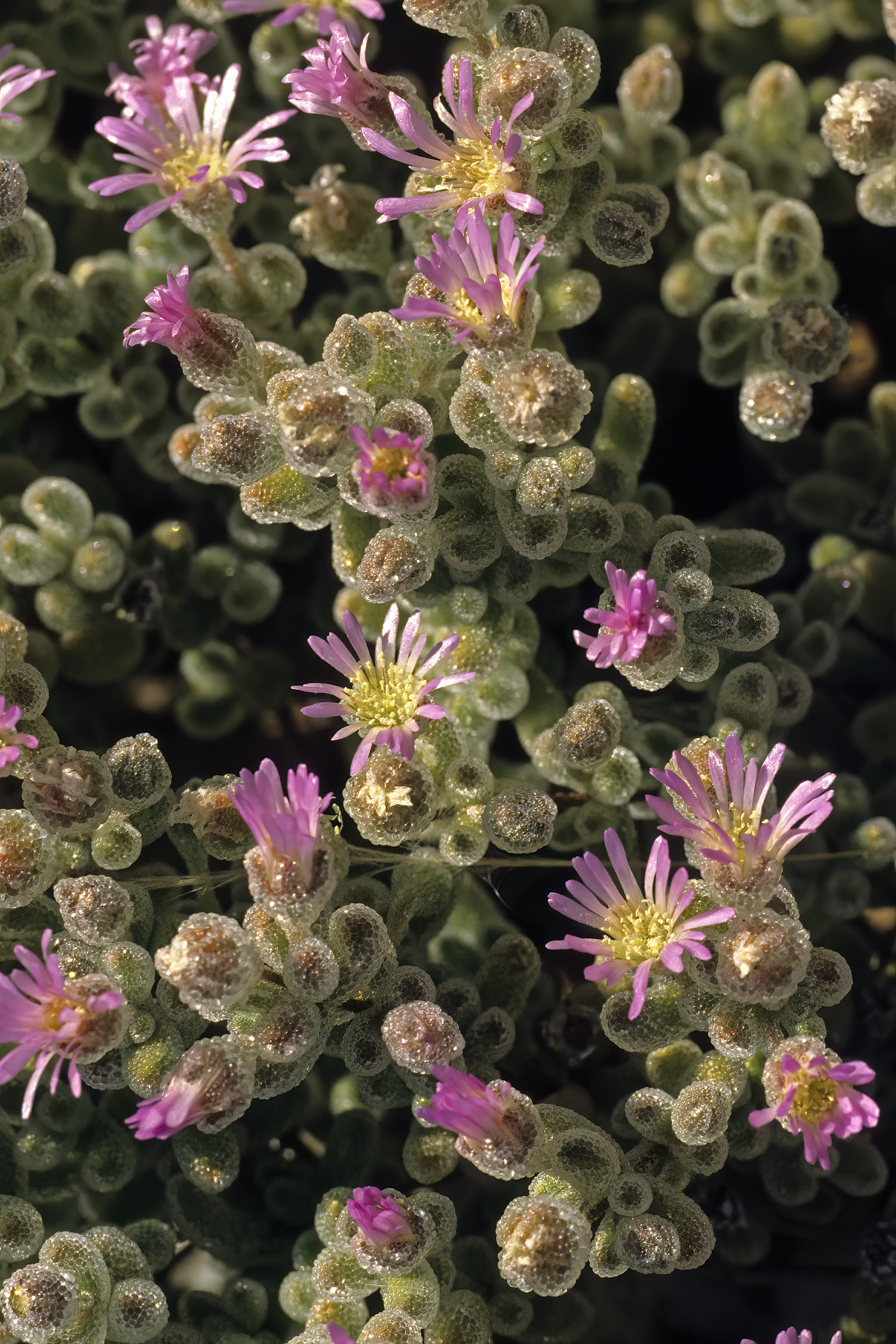
Людерицький росоцвіт[sv] (Drosanthemum luederitzii)
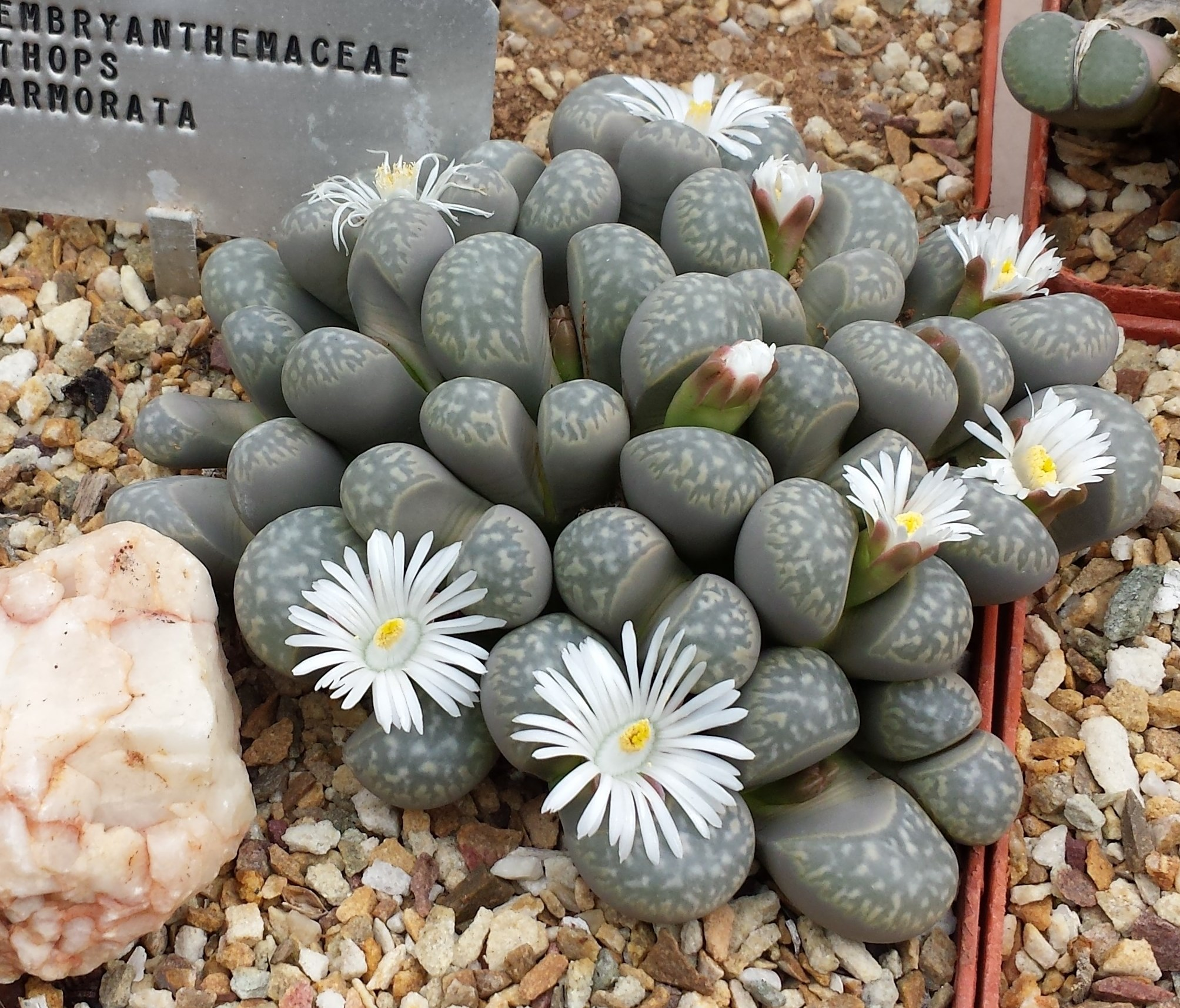
Мармуровий літопс[en] (Lithops marmorata)
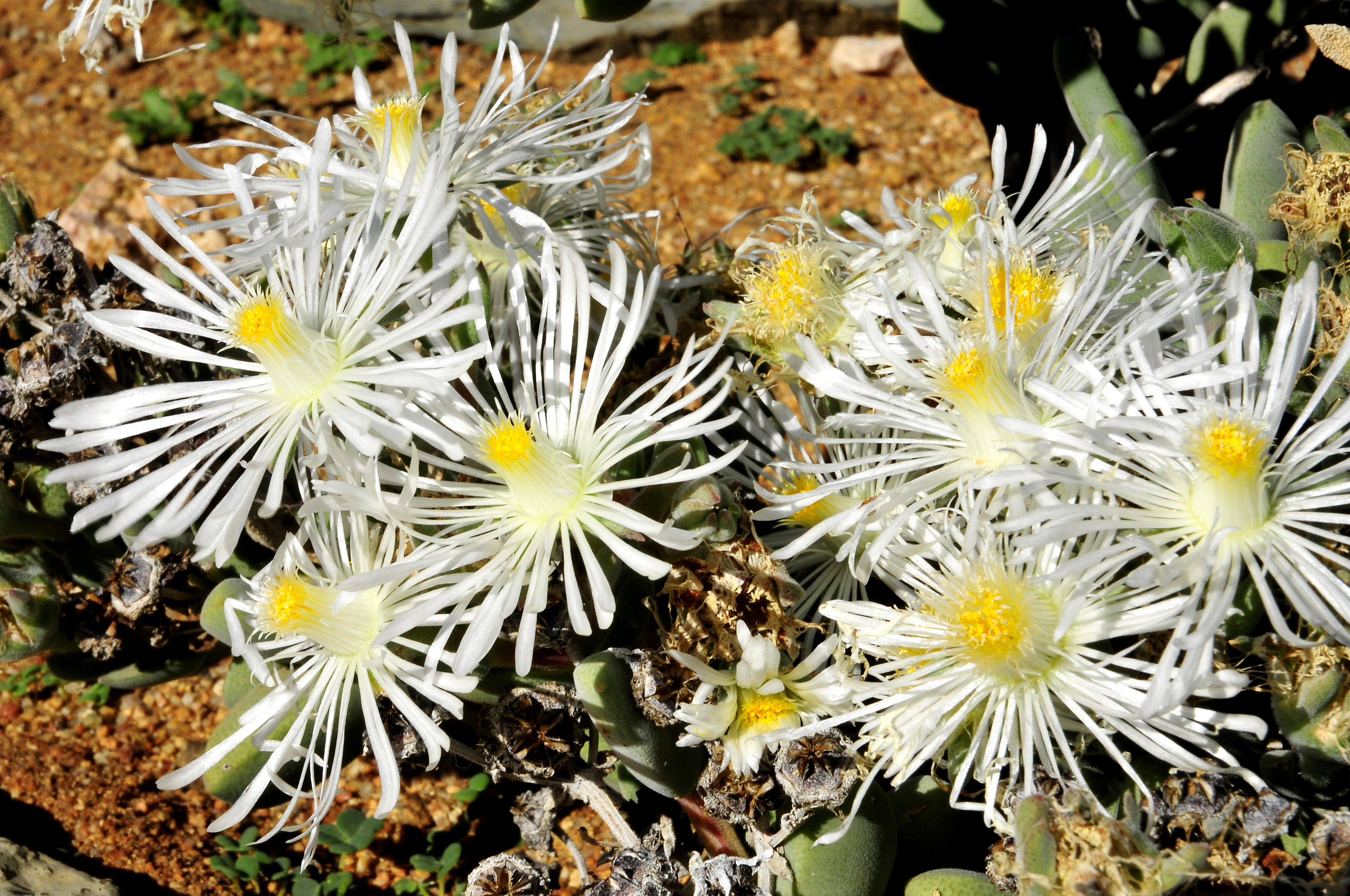
Борошниста вулея[en] (Wooleya farinosa)
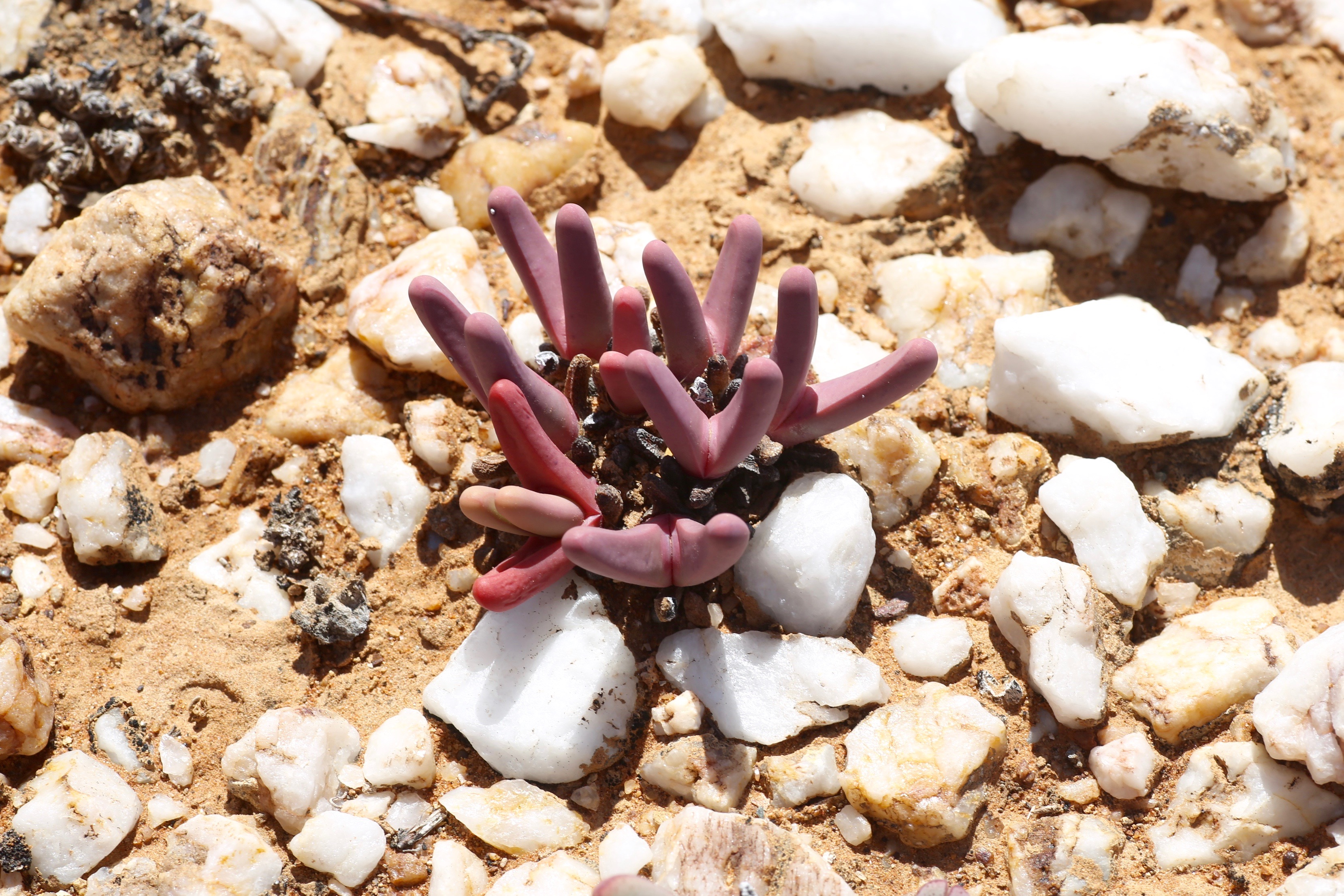
Розщеплений сріблястошкірник[es] (Argyroderma fissum)
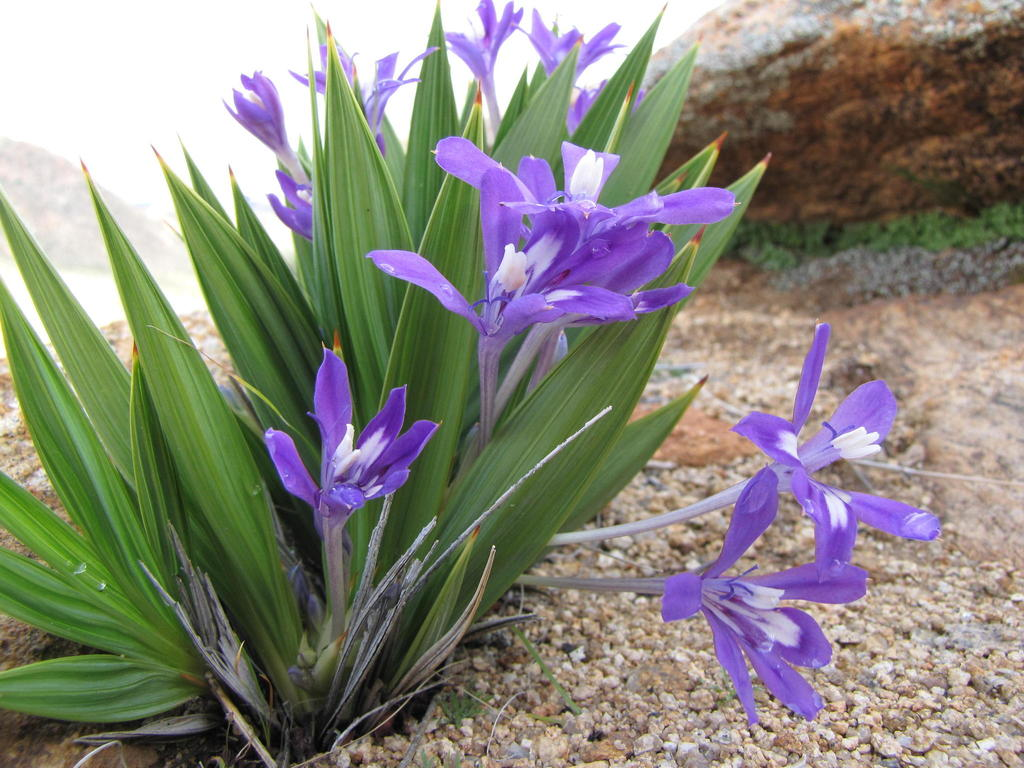
Бабуїнчики Дреге[en] (Babiana dregei)
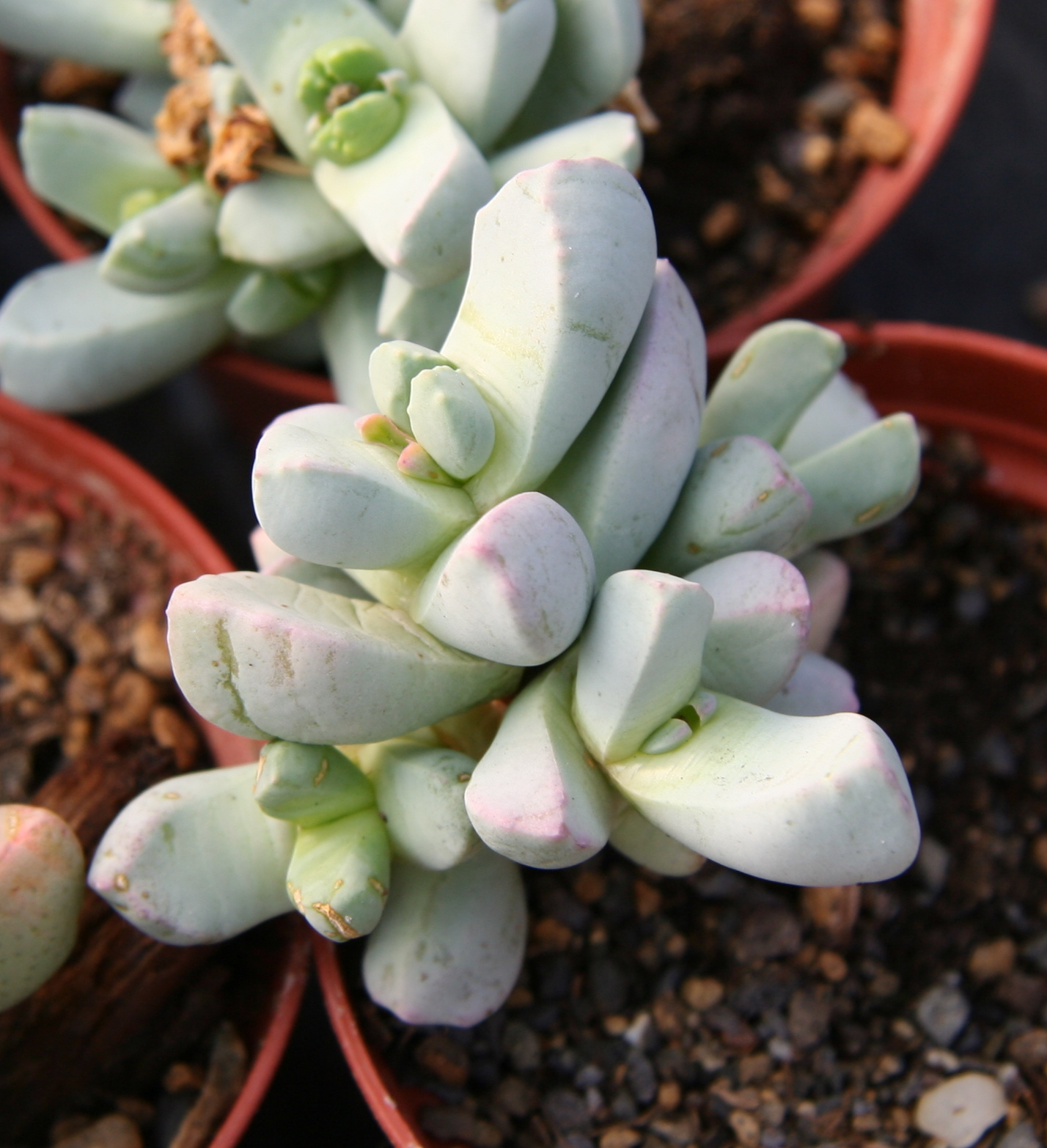
Білуватий драколист[sv] (Dracophilus dealbatus)
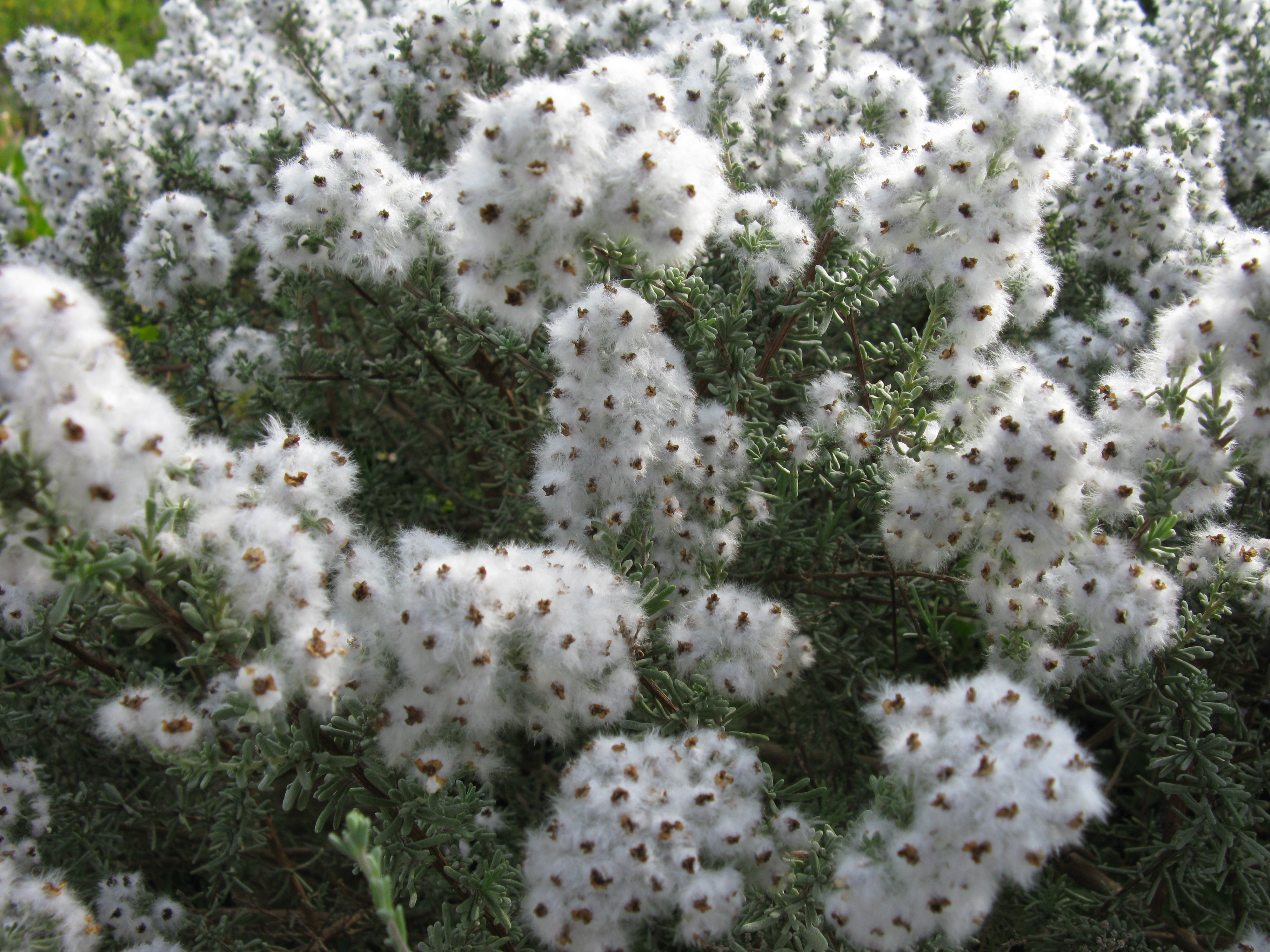
Африканський шерстоголовець[en] (Eriocephalus africanus)
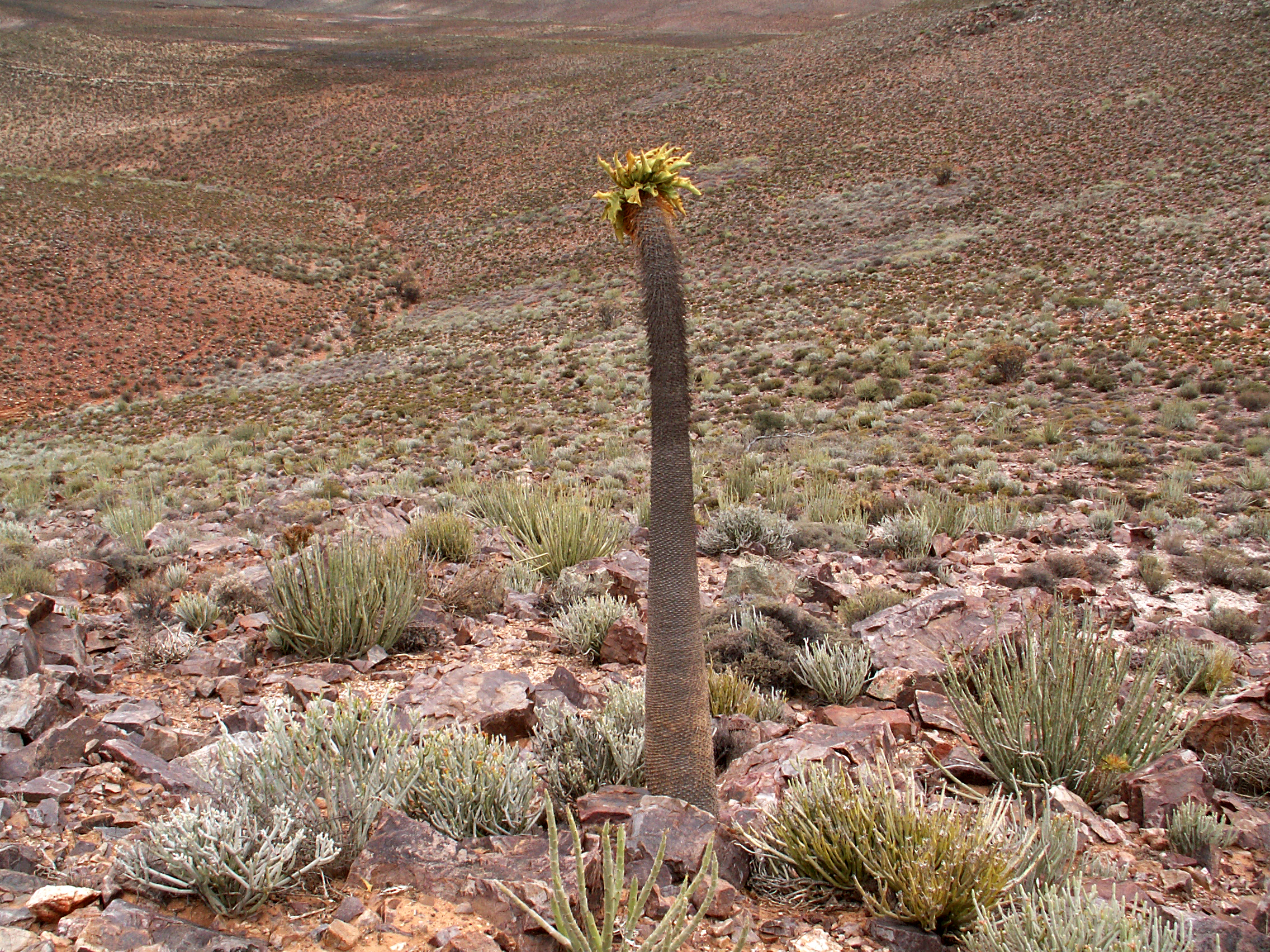
Намаквалендський товстоніг[en] (Pachypodium namaquanum)
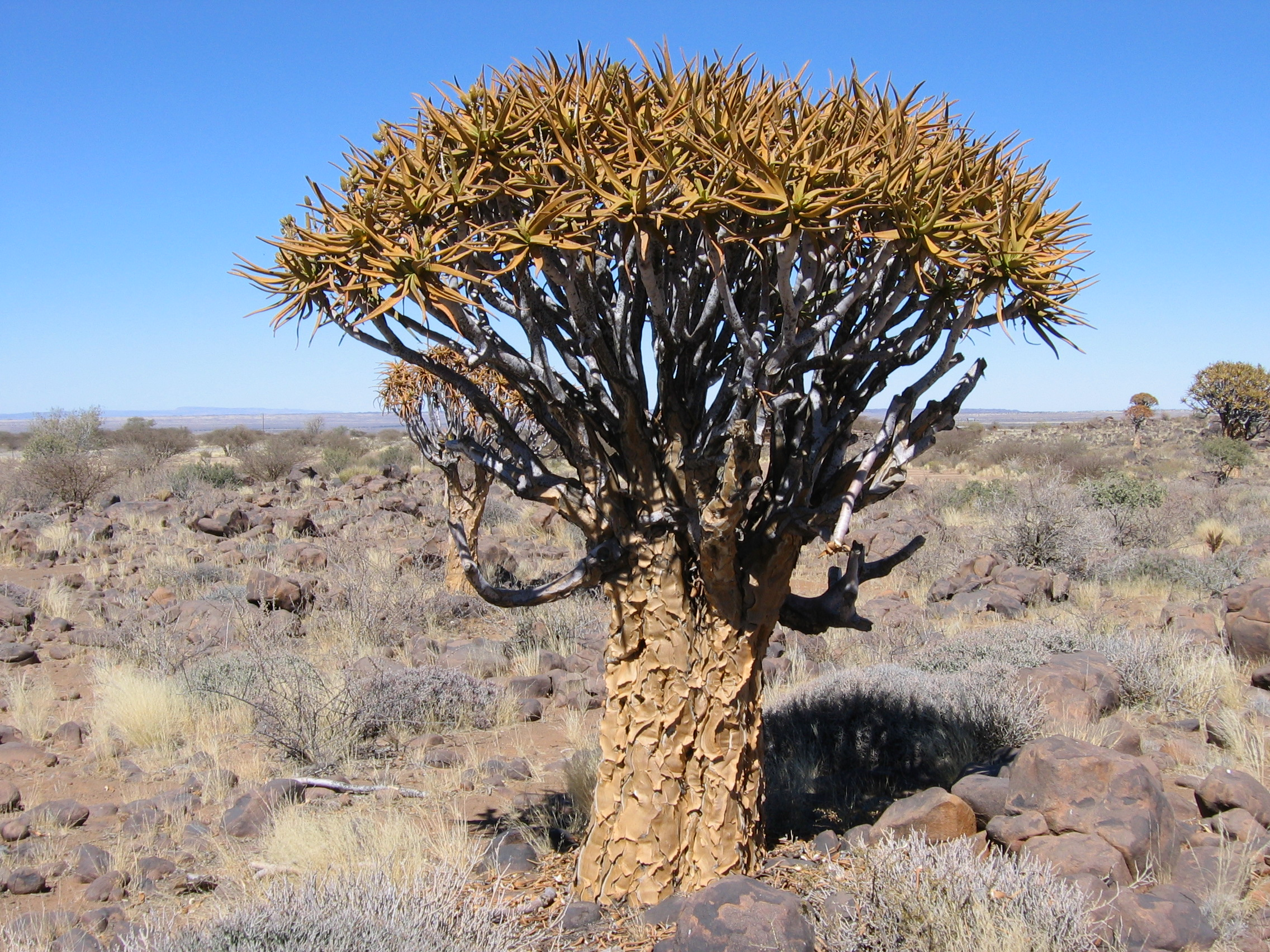
Сагайдачне дерево (Aloidendron dichotomum)
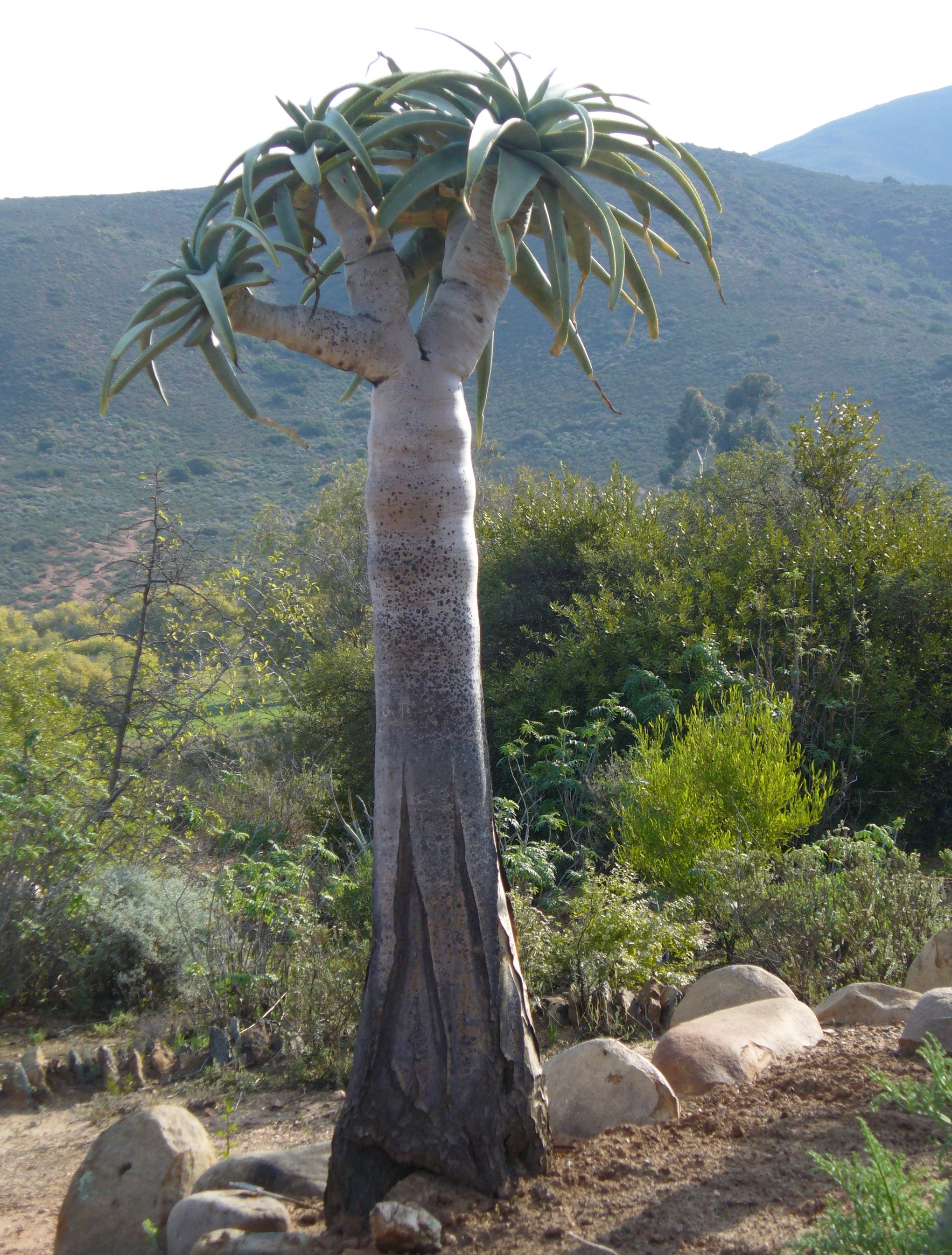
Велетенське сагайдачне дерево (Aloidendron pillansii)
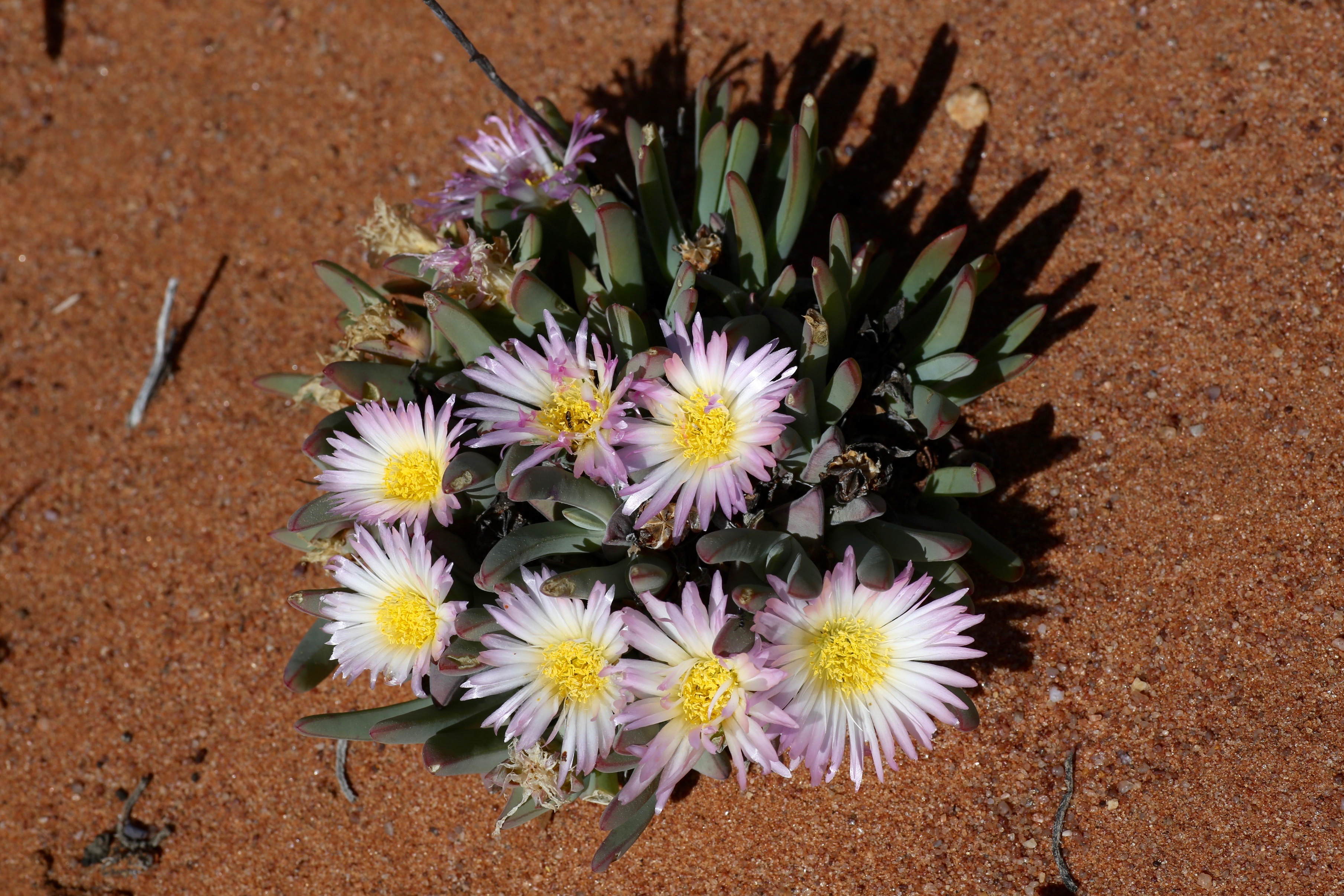
Набрякла антіміма[sv] (Antimima ventricosa)
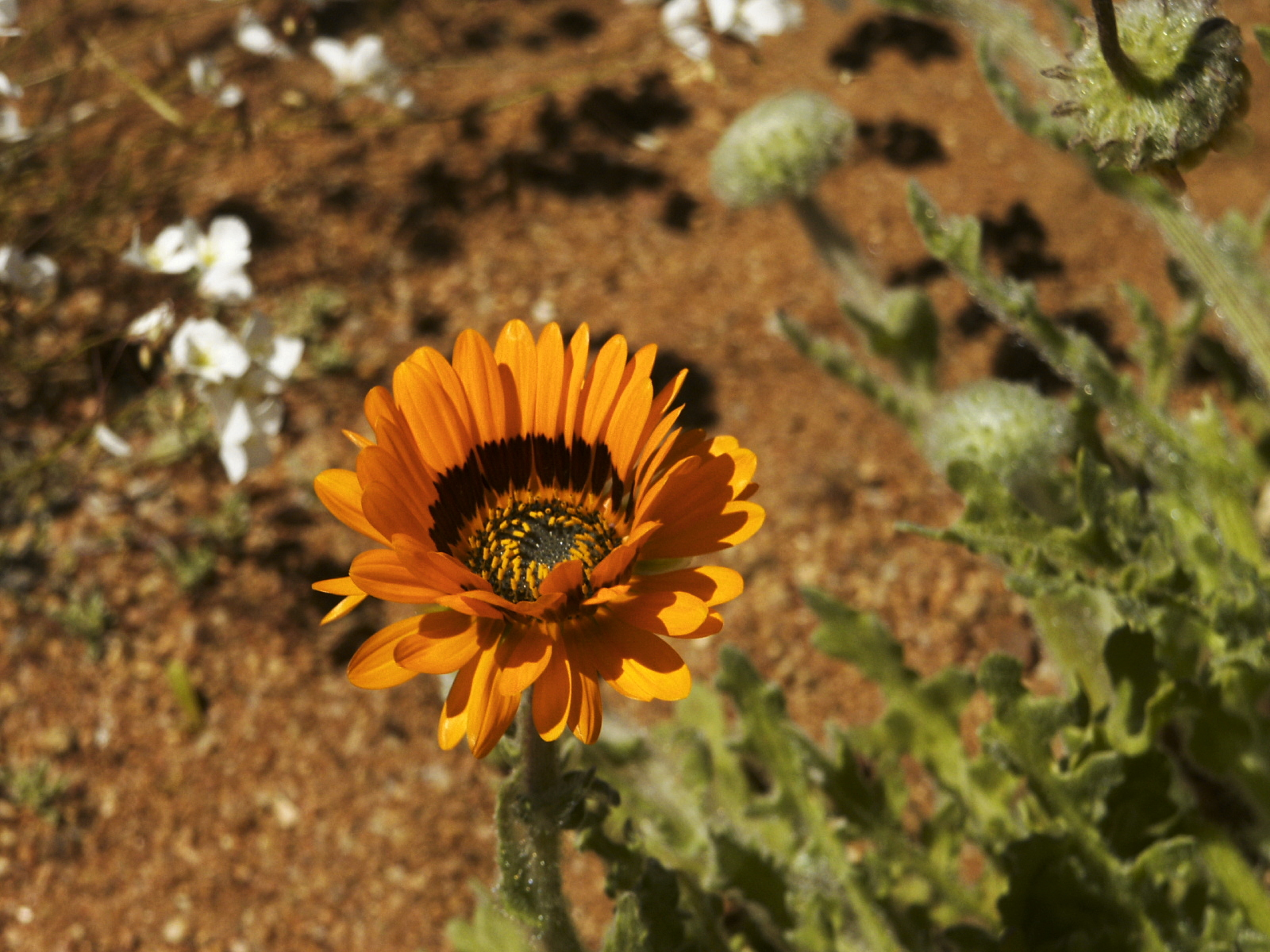
Чудове ведмеже вухо[en] (Arctotis fastuosa)

Екорегіон Сукулент-Кару вирізняється надзвичайно високим флористичним різноманіттям і рівнем ендемізму та є єдиною у світі пустельною гарячою точкою біорізноманіття. Безумовно, найбільш характерною рисою регіону є високе різноманіття сукулентних рослин, особливо карликових та листяних сукулентів. З 5000 видів судинних рослин, поширених в екорегіоні, близько 1700 видів є листяними сукулентами. Більшість з них належить до родин Аїзові (Aizoaceae), Товстолистові (Crassulaceae) та Асфоделові (Asphodelaceae). Территорія регіону є центром різноманіття для рушій (Ruschia spp.), яких тут налічується 136 видів, конофітумів (Conophytum spp.) — 85 видів, молочаїв (Euphorbia spp.) — 77 видів, отонн (Othonna spp.) — 61 вид та росоцвітів (Drosanthemum spp.) — 55 видів. Тут росте близько 700 видів літопсів (Lithops spp.), конофітумів (Conophytum spp.) та інших рослин, відомих під загальною назвою "живі камені".
Іншою визначною рисою Сукулентного Кару є велике різноманіття цибулинних рослин та інших геофітів, яких тут налічується близько 630 видів. Більшість з них є однодольними рослинами з родин Холодкові (Asparagaceae), Півникові (Iridaceae), Амарилісові (Amaryllidaceae) та Асфоделові (Asphodelaceae). Серед цибулинних рослин регіону слід відзначити різні види капських первоцвітів (Lachenalia spp.), бабуїнчиків (Babiana spp.), капських тюльпанів (Moraea spp.), рястки (Ornithogalum spp.), ламперуз (Lapeirousia spp.), ромулей (Romulea spp.), брунсвігій (Brunsvigia spp.), гессей (Hessea spp.), струмарій (Strumaria spp.), бульбін (Bulbine spp.) та трахіандр (Trachyandra spp.). Жоден інший пустельний регіон світу не вирізняється настільки різноманітною та пишною цибулинною флорою.
Незважаючи на те, що весною в Сукулентному Кару рясно цвітуть однорічні рослини, ця група рослин становить лише 8 % від загальної флори екорегіону (390 видів) і містить небагато ендеміків. В регіоні росте лише 35 видів дерев, але ця нестача компенсується наявністю харизматичних ендеміків — сагайдачного дерева (Aloidendron dichotomum), велетенського сагайдачного дерева (Aloidendron pillansii) та намаквалендського товстонога (Pachypodium namaquanum).
Рівень рослинного ендемізму в Сукулент-Кару є наздзвичайно високим: близько 67 родів та 1940 видів є ендеміками екорегіону. Ендеміки переважно зосереджені в чотирьох центрах ендемізму, три з яких розташовані у Намакваленді, а один — у Південному Кару, однак локальні ендеміки трапляються по всьому регіону. 
Гарієпський центр ендемізму охоплює Ріхтерсвельд і простягається на північ до намібійського Шперргебіту. Ця територія є домом для понад 255 ендемічних видів рослин та для трьох ендемічних родів — Юттадінтерії (Juttadinteria), Драколиста (Dracophilus) та Ареніфери (Arenifera) з родини аїзових (Aizoaceae). Цей осередок ендемізму та флористичного різноманіття характеризується високим кліматичним різноманіттям, спричиненим частими прибережними туманами, локальними зонами посушливості, що виникають у дощовій тіні та поєднанням літніх та зимових опадів. У поєднанні з високою топографічною мінливістю, кліматичне різноманіття області призвело до формування широкого спектра природних умов та оселищ, та, відповідно, надзвичайно багатої ендемічної флори та фауни. До Гарієпського центру ендемізму входять лишайникові поля, що характеризуються найвищим ступенем покриття, щільністю та різноманіттям лишайників у світі. Ці химерні угруповання, що зустрічаються лише на дрібнозернистому ґрунті у кількох оповитих туманами прибережних хребтах, включають 29 видів лишайників та 41 вид судинних рослин, зокрема булаволисту фенестрарію (Fenestraria rhopalophylla), літопс Герре (Lithops herrei) та стапелієподібний молочай (Euphorbia stapelioides).
Камісберзький центр ендемізму охоплює схили та вершину гірського масиву Камісберґе, вкриті фінбошем та реностервельдом. Тут зустрічається 86 ендемічних видів рослин, більшість з яких є геофітами. Серед ендеміків Камісбергу слід відзначити різні види бабуїнчиків (Babiana spp.), капських тюльпанів (Moraea spp.), ромулей (Romulea spp.) та ламперуз (Lapeirousia spp.) з родини півникових (Iridaceae), а також різні види хейрідопсісів (Cheiridopsis spp.), конофітумів (Conophytum spp.), літопсів (Lithops spp.) та інших карликових сукулентів.
Ванрейнсдорпський центр ендемізму охоплює Кнерсвлакте та навколишні прибережні рівнини. Тут зустрічається щонайменше 150 ендемічних видів, більшість з яких є карликовими сукулентами та геофітами, і регулярно виявляються нові види. Серед ендеміків Кнерсвлакте слід відзначити всі дванадцять видів сріблястошкірників (Argyroderma spp.) та обидва види яйцецвіта (Oophytum spp.), а також кілька видів конофітумів (Conophytum spp.), тилекодонів (Tylecodon spp.) та товстолистів (Crassula spp.). Всі ці види пов'язані виключно з кварцовими полями регіону.
Малий Кару є центром ендемізму для 200-300 видів рослин. Серед ендеміків Малого Кару слід відзначити роди Воскоплащ (Cerochlamys) та Горбун (Gibbaeum) з родини аїзових (Aizoaceae). Також Малий Кару є центром видового різноманіття для язиколистів (Glottiphyllum spp.) та плейоспілосів (Pleiospilos spp.). 
Рослинні угруповання Сукулент-Кару надзвичайно багаті як на локальному, так і на регіональному рівні. Загалом в регіоні на ділянці площею 1000 м² зустрічається від 32 до 115 видів рослин, в середньому 74 види. Це число майже в чотири рази перевищує кількість видів, що зустрічаються на аналогічній ділянці в пустелі Сонора, найбільш біорізноманітній пустелі Північної Америки. Надзвичайно високе флористичне різноманіття екорегіону є наслідком високого локального різноманіття (альфа-різноманіття), високої зміни видового складу рослинних угруповань вздовж екологічних градієнтів (бета-різноманіття) та значної зміни видового складу між еквівалентними оселищами вздовж географічних градієнтів (гамма-різноманіття).
Відносно нещодавно в екорегіоні відбулося "вибухове" видоутворення всередині родини аїзових (Aizoaceae), яке призвело по появи понад 1800 видів та близько 120 родів, зосереджених в Сукулент-Кару. Настільки масштабне видоутворення, мабуть, не має аналогів серед інших покритонасінних рослин. Подібна диверсифікація, хоча і в меншому масштабі, відбулася й серед інших сукулентиних рослин, що належать до родин Товстолистові (Crassulaceae), Асфоделові (Asphodelaceae), Барвінкові (Apocynaceae) та Молочаєві (Euphorbiaceae), зокрема серед товстолистів (Crassula spp.), тилекодонів (Tylecodon spp.), гавортій (Haworthia spp.), алое (Aloe spp.), молочаїв (Euphorbia spp.) та стапелієвих (Stapeliinae).
Важливу роль у формуванні морфології квіток, та, відповідно, у активному видоутворенні рослин Сукулентного Кару, відіграли запилювачі, особливо комахи. Вважається, що це є наслідком обмеженої кількості запилювачів, яка є результатом несприятливих умов для активності комах під час прохолодної і вітряної зими та сезону весняного цвітіння. Яскравим прикладом запилювачів, що впливають на процес видоутворення рослин, є Prosoeca peringueyi, вид мух з родини шпилькаркових (Nemestrinidae). Ці мухи мають ротовий апарат до 50 мм завдовжки і є запилювачами 28 видів рослин з родин Журавцеві (Geraniaceae) та Півникові (Iridaceae), поширених у Намакваленді.

## Фауна
В межах екорегіону зустрічається 78 видів ссавців та 226 видів птахів. Серед поширених в екорегіоні ссавців слід відзначити гемсбока (Oryx gazella), звичайного стенбока (Raphicerus campestris), сірого ребока (Pelea capreolus), звичайного дуїкера (Sylvicapra grimmia), верветку (Chlorocebus pygerythrus) та ведмежого павіана (Papio ursinus). У Намакваленді зустрічаються спрингбоки (Antidorcas marsupialis), а в Південному Кару — звичайні канни (Taurotragus oryx), руді конгоні (Alcelaphus buselaphus caama), капські грисбоки (Raphicerus melanotis) та капські гірські зебри (Equus zebra zebra). Серед скель регіону зустрічаються антилопи-стрибуни (Oreotragus oreotragus) та капські дамани (Procavia capensis).
Серед великих хижих ссавців, поширених в регіоні, слід відзначити африканського леопарда (Panthera pardus pardus) та буру гієну (Parahyaena brunnea), а серед дрібних хижаків — звичайного каракала (Caracal caracal), капську лисицю (Vulpes chama), південноафриканського степового кота (Felis lybica cafra), чорноногого кота (Felis nigripes), капську сіру мангусту (Herpestes pulverulentus) та суриката (Suricata suricatta). Також в екорегіоні зустрічаються капські зайці (Lepus capensis), чагарникові зайці (Lepus saxatilis), коротковухі стрибунці (Macroscelides proboscideus), капські стрибунці (Elephantulus edwardii), південноафриканські їжатці (Hystrix africaeaustralis) та африканські трубкозуби (Orycteropus afer). Ендеміками екорегіону є скельні миші Барбура (Petromyscus barbouri), златокроти ван Зіла (Cryptochloris zyli) та дуже рідкісні златокроти де Вінтона (Cryptochloris wintoni), а майже ендемічними його представниками — намаквалендські землекопи (Bathyergus janetta), капські златокроти (Chrysochloris asiatica), пустельні златокроти (Eremitalpa granti), свистячі щури Бранта (Parotomys brantsii) та дуже рідкісні бушменські кролики (Bunolagus monticularis).

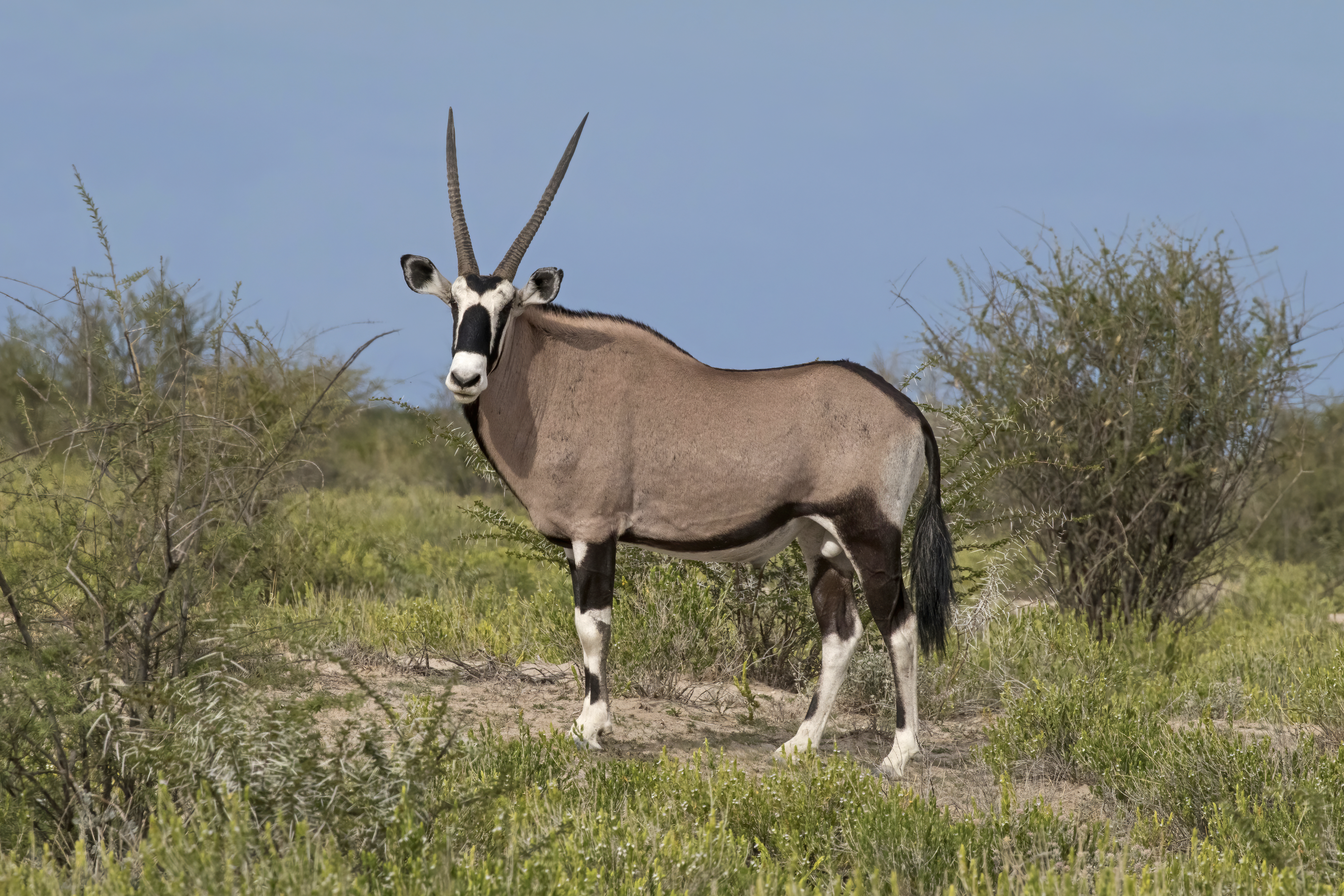
Гемсбок (Oryx gazella)
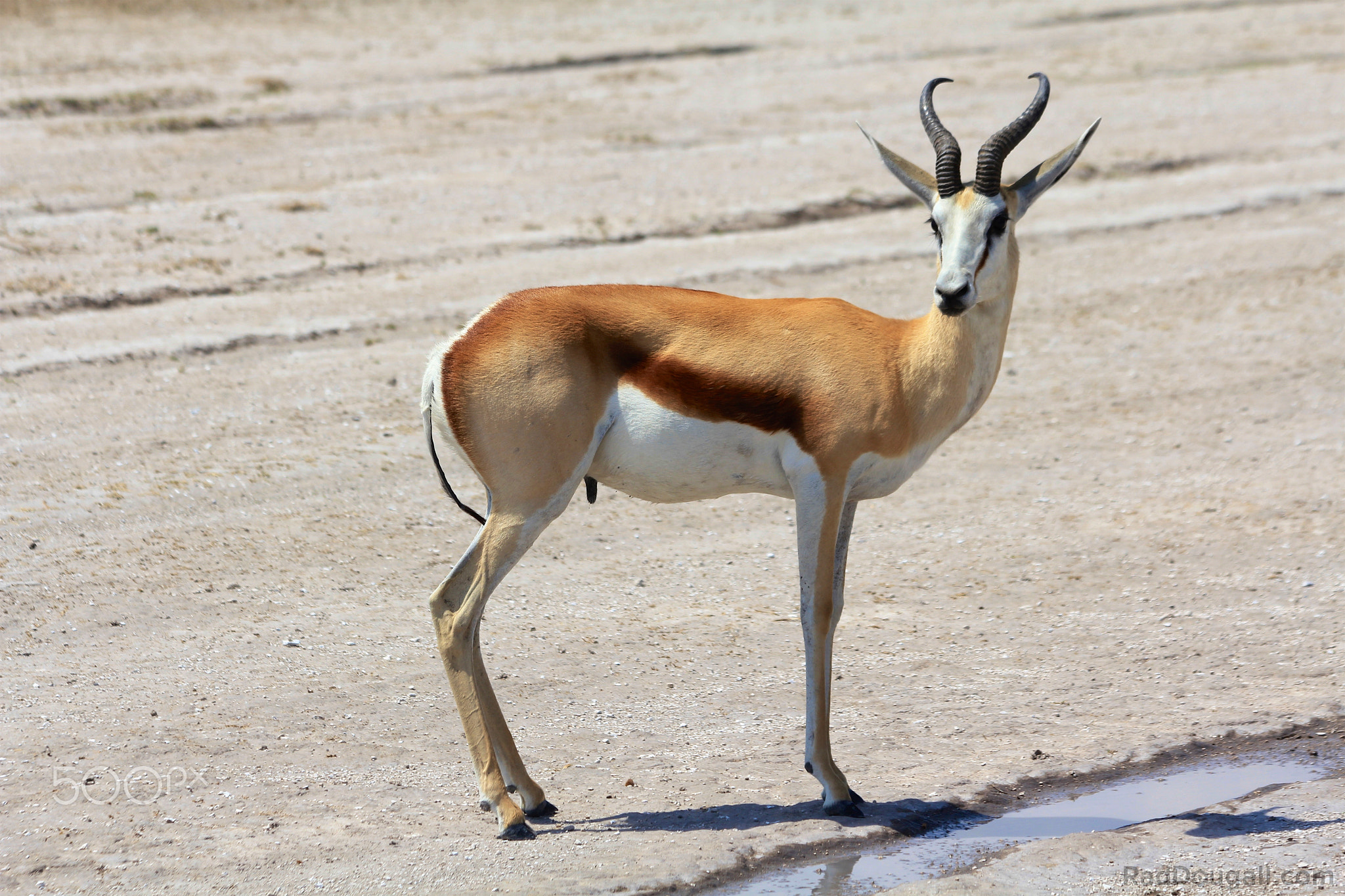
Спрингбок (Antidorcas marsupialis)
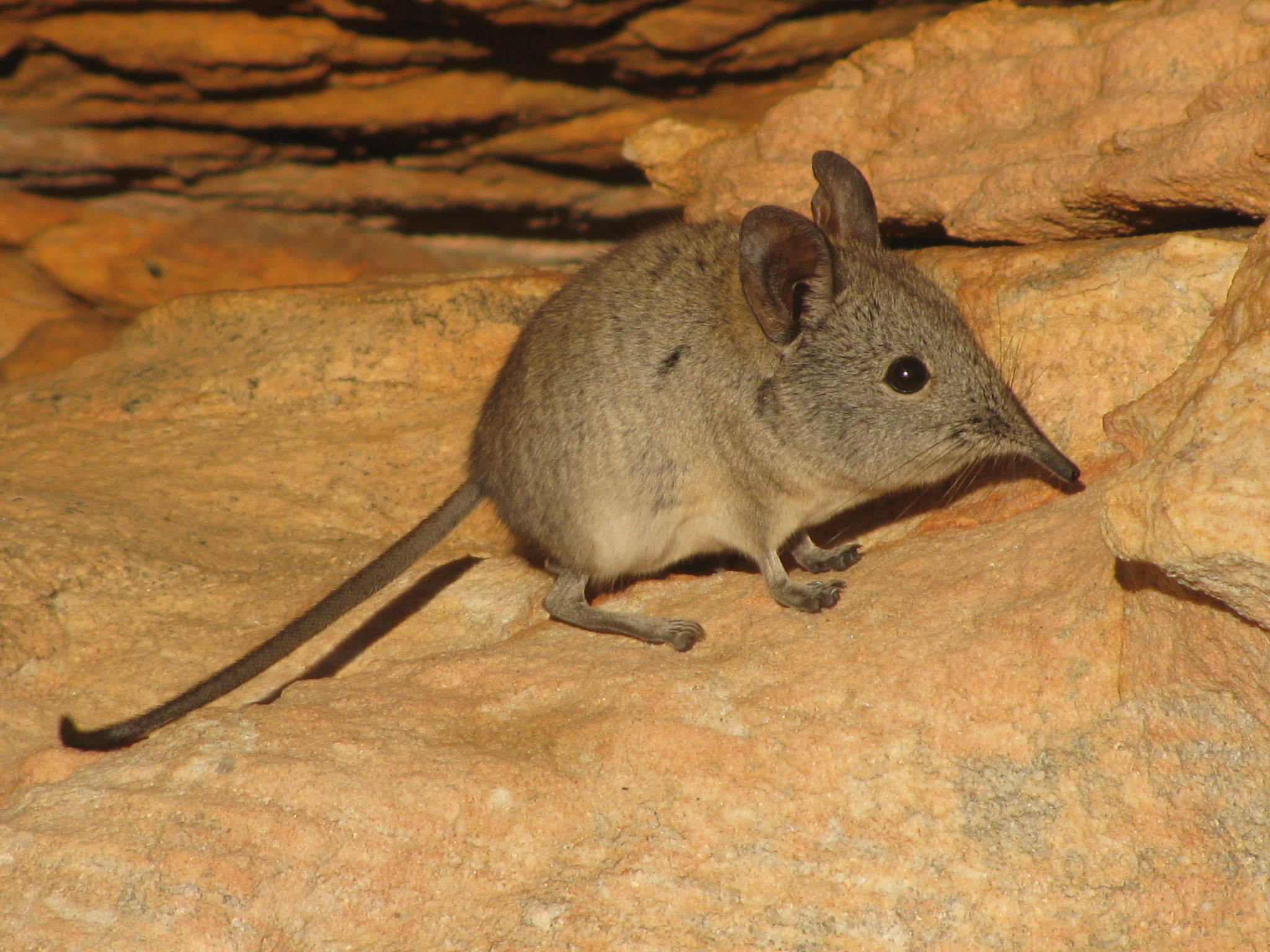
Капський стрибунець (Elephantulus edwardii)
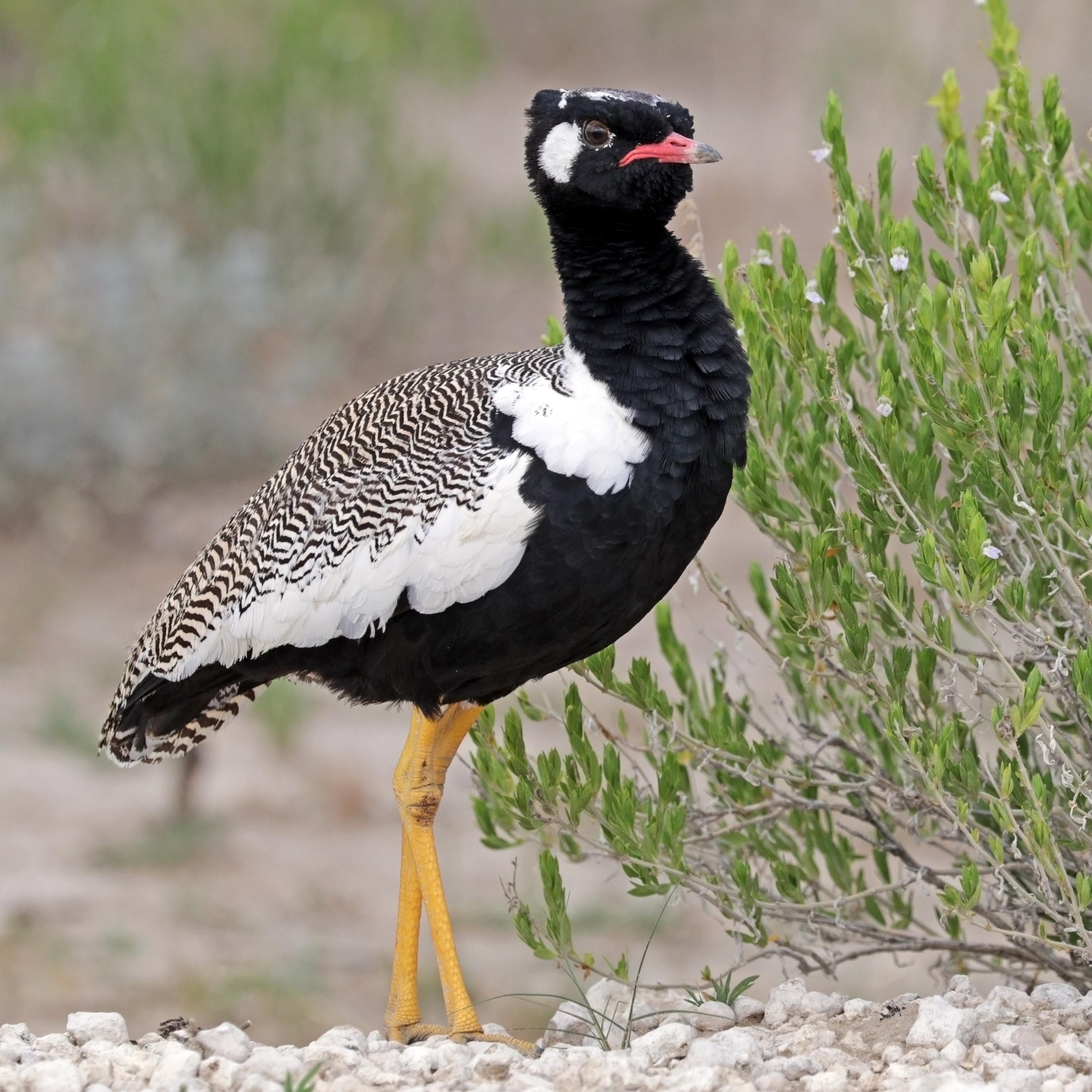
Світлокрила дрохва (Afrotis afraoides)
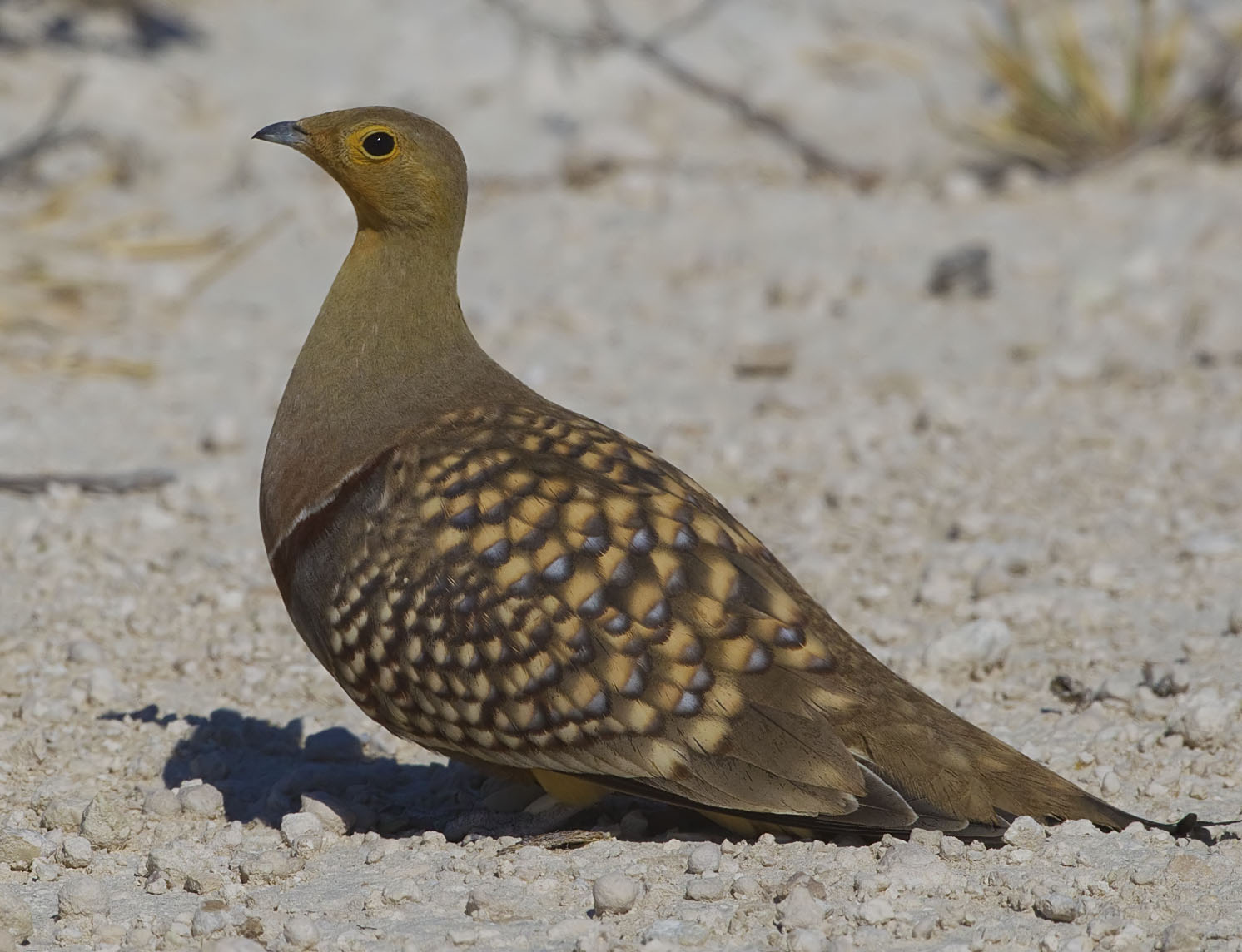
Намібійський рябок (Pterocles namaqua)
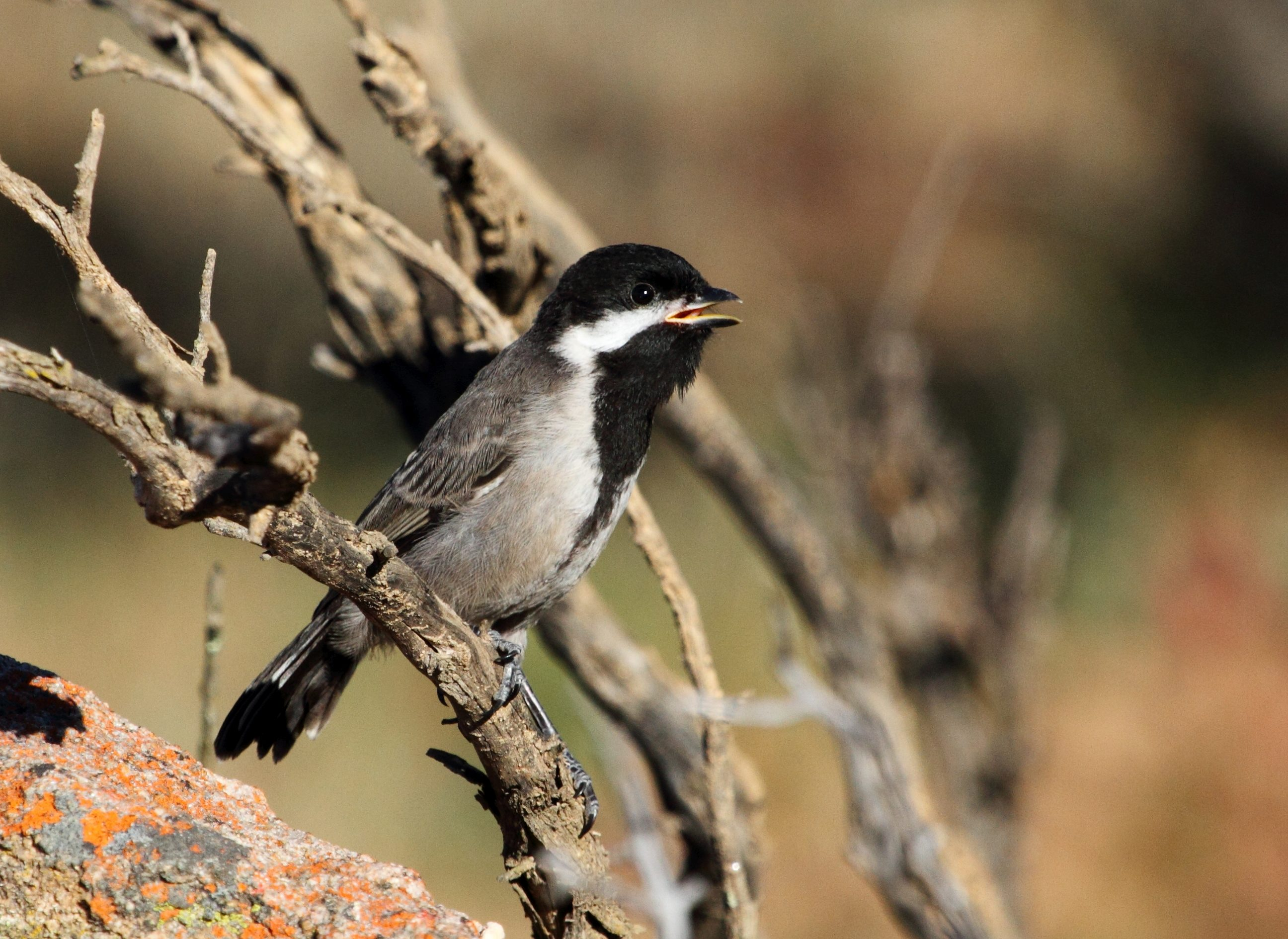
Акацієва синиця (Melaniparus afer)

Серед поширених в екорегіоні птахів слід відзначити південноафриканського страуса (Struthio camelus australis), капського турача (Pternistis capensis), намібійського рябка (Pterocles namaqua), світлокрилу дрохву (Afrotis afraoides), південну маріку (Cinnyris chalybeus), брунатну маріку (Cinnyris fuscus), іржастощокого ткачика (Ploceus capensis), західного жайворонка (Certhilauda subcoronata), каруську алондру (Calendulauda albescens), товстодзьобу посмітюху (Galerida magnirostris), бурського дрозда (Turdus smithi), буру альзаколу (Cercotrichas coryphoeus), південну принію (Phragmacia substriata), плямистогруду принію (Prinia maculosa) та майже ендемічну пустельну жовтобрюшку (Eremomela gregalis). На морських узбережжях Намакваленду зустрічаються африканські пінгвіни (Spheniscus demersus), африканські кулики-сороки (Haematopus moquini), капські баклани (Phalacrocorax capensis) та майже ендемічні берегові баклани (Phalacrocorax neglectus). Серед інших майже ендемічних птахів, поширених в регіоні, слід відзначити попелястого трактрака (Emarginata schlegelii), блідого трактрака (Emarginata tractrac) та криводзьобого жайворонка (Certhilauda curvirostris). Ендеміками екорегіону є криводзьобі алондри (Calendulauda barlowi), поширені на рівнинах Шперргебіту.
Герпетофауна екорегіону вирізняється високим різноманіттям та рівнем ендемізму. В Сукулент-Кару зустрічається 15 видів амфібій, з яких три види — пустельні дощові жаби (Breviceps macrops), намаквалендські дощові жаби (Breviceps namaquensis) та райські жаби (Vandijkophrynus robinsoni), — є ендеміками регіону. Зі 115 видів плазунів, поширених в екорегіоні, 15 видів є ендемічними, а 48 видів — майже ендемічними. Серед ендеміків регіону слід відзначити прибережного безногого сцинка (Acontias litoralis), ріхтерсвельдського карликового гекона (Goggia gemmula), велетенську пустельну ящірку (Meroles ctenodactylus), західнокапського гекона (Pachydactylus labialis), намаквалендського товстопалого гекона (Pachydactylus namaquensis) та сліпого безногого сцинка Меєра (Typhlosaurus meyeri). Шперргебіт є гарячою точкою різноманіття для ендемічних рептилій, зокрема для рідкісної пустельної капської черепахи (Chersobius solus). 
Окрім плазунів, високий рівень ендемізму характерний також для перетинчастокрилих комах та павукоподібних. З 50 видів скорпіонів, поширених в Сукулентному Кару, 22 види є ендемічними. Тут розташований центр різноманіття жуків-мавп (Hopliini) з підродини хрущів, які є важливими запилювачами флори. Також в Сукулент-Кару розташовані центри різноманіття та ендемізму квіткових ос (Masarinae), коллетідових (Colletidae), мегахілідових (Megachilidae) та меліттідових бджіл (Melittidae). До меліттідових бджіл належать бджоли-редівіви (Rediviva), які замість нектару збирають рослинну олію та запилюють виключно немезії (Nemesia spp.) та діасції (Diascia spp.).

## Збереження
Деградація рослинного покриву менше загрожує Сукулентному Кару, ніж більшості інших гарячих точок біорізноманіття. На території регіону площею понад 100 000 км² мешкає лише близько 300 000 людей, а близько 29 % площі регіону є відносно незайманою. Найбільше страждає природа прибережних районів, оскільки ці території багаті на корисні копалини — алмази, золото, гіпс, мармур, монацит, каолін, ільменіт та титан. Значна частина екорегіону постраджала через перевипас худоби та розведення страусів. Дуже сухий клімат регіону перешкоджає розвитку землеробства, але будівництво гребель може дозволити ведення зрошуваного землеробства, що призведе до опустелювання. Також загрозою для збережжя природи регіону є незаконний збір рідкісних сукулентів колекціонерами.
Близько 24,85 % площі екорегіону є заповідними територіями. Природоохоронні території включають: Транскордонний парк Аї-Аїс-Ріхтерсвелд, Національний парк Шперргебіт, Національний парк Намаква, Національний парк Танкуа-Кару, Природний заповідник Кнерсвлакте, Природний заповідник Анісберг, Природний заповідник Гамкаберг, Природний заповідник Гоегап та Біосферний заповідник Гауріц. У 2007 році культурний та ботанічний ландшафт Ріхтерсвельду був внесений до списку Світової спадщини ЮНЕСКО.